# Saint-Gilles-Croix-de-Vie
Pour les articles homonymes, voir Saint-Gilles.
Saint-Gilles-Croix-de-Vie est une commune du centre-ouest de la France, située sur la Côte de Lumière, dans le département de la Vendée en région Pays de la Loire.
Elle est née en 1967 de l'unification de deux communes situées de part et d'autre de l'embouchure du fleuve La Vie : Saint-Gilles-sur-Vie et Croix-de-Vie.
Réputée pour son important port de pêche spécialisé notamment dans la sardine, Saint-Gilles-Croix-de-Vie est également classée station balnéaire depuis 1982.

## Géographie
Le territoire municipal de Saint-Gilles-Croix-de-Vie s’étend sur 1 046 hectares. L’altitude moyenne de la commune est de 14 mètres, avec des niveaux fluctuant entre 0 et 28 mètres,.

### Localisation
Située dans le littoral de l'océan Atlantique le long de la Côte de Lumière à 70 kilomètres de Nantes, 320 de Bordeaux, 450 de Paris et 600 de Lyon, Saint-Gilles-Croix-de-Vie s'étend sur une superficie de 10,5 km2.
Elle est bordée par les communes de Saint-Hilaire-de-Riez au nord, Le Fenouiller au nord-est, Givrand au sud-est et Bretignolles-sur-Mer au sud. L'ensemble formé par Saint-Gilles-Croix-de-Vie et Saint-Hilaire-de-Riez est parfois désignée sous le nom de « Le Havre-de-Vie ». Parfois, ces termes englobent aussi les communes du Fenouiller et de Givrand.
Au sein de l'arrondissement des Sables-d'Olonne, elle est le chef-lieu du canton de Saint-Gilles-Croix-de-Vie qui s'étend sur 29 192 hectares et regroupe 14 communes (seize avant la fusion de Saint-Gilles-sur-Vie et Croix-de-Vie en 1967 puis de Saint-Nicolas-de-Brem et Saint-Martin-de-Brem en 1974) : L'Aiguillon-sur-Vie, Brem-sur-Mer, Bretignolles-sur-Mer, La Chaize-Giraud, Coëx, Commequiers, Le Fenouiller, Givrand, Landevieille, Notre-Dame-de-Riez, Saint-Hilaire-de-Riez, Saint-Gilles-Croix-de-Vie, Saint-Maixent-sur-Vie et Saint-Révérend.

### Environnement

#### Littoral et plages

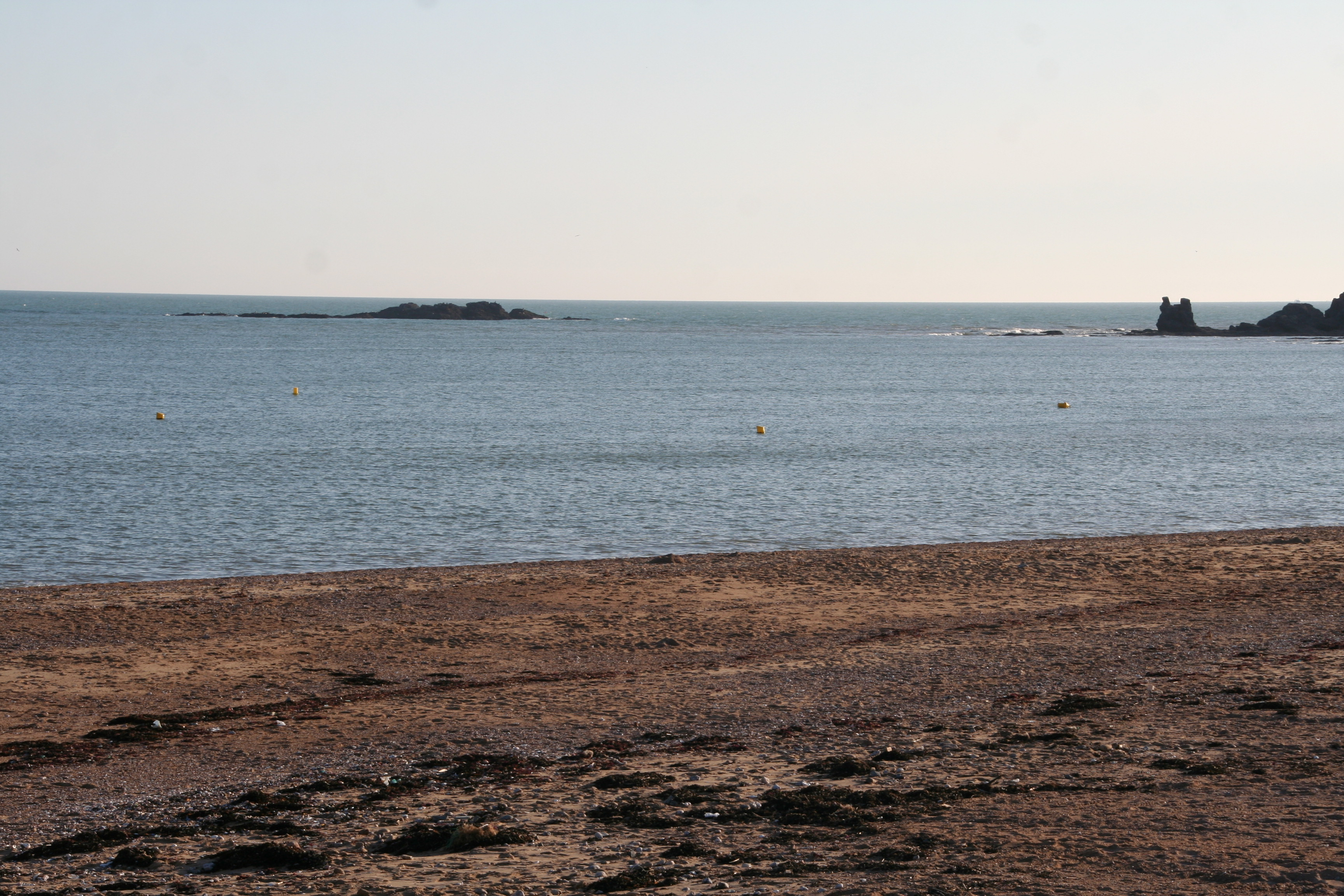
Îlot de pilours ou pil'ours vue depuis la plage de Boisvinet à Saint-Gilles-Croix-de-Vie.

La corniche vendéenne relie la « plage de Boisvinet » à Sion-sur-l'Océan dans la commune de Saint-Hilaire-de-Riez. Ce parcours le long des côtes d'une longueur de quatre kilomètres est classé en 1926.
Un peu au large, au niveau de l'entrée du port se trouve le rocher de Pilours (ou Pil'ours) qui est une Île accessible à marée basse (uniquement aux grandes marées). Au XVe siècle, le cartographe Pierre Garcie-Ferrande le désigne sous le nom de « Perrourse », allusion à la constellation de la Petite Ourse qui aide les marins à se repérer. En février 1787, lors d'une violente tempête, La Ville du Cap, un navire de 400 tonneaux transportant pour plus de 500 000 francs de marchandises, s'échoue sur le rocher : seuls quatre des 29 marins présents à bord survivent.
Côté Saint-Gilles, la commune compte deux secteurs dunaires étendus. Les dunes de la Garenne forment une pointe sableuse au nord de la « grande plage » qui sert de défense naturelle pour le port. Plus au sud, les dunes du Jaunay occupent un espace de 300 hectares sur une distance de cinq kilomètres entre Saint-Gilles-Croix-de-Vie et Bretignolles-sur-Mer.
Jusqu'à la fin du XIXe siècle, ce littoral de Saint-Gilles-Croix-de-Vie est relativement stable à l'exception de deux évènements météorologiques majeurs. Durant l'hiver 1747/1748, les vents creusent une brèche de 58 mètres dans la partie centrale de la dune de la Garenne et une autre de 78 mètres dans la pointe. En mai 1865, une tempête amène un surplus de sable qui obstrue l'entrée du port. Puis avec la présence touristique grandissante dans la cité et la construction d'installations fixes, le littoral connaît un phénomène d'érosion accrue et la « grande plage » démaigrit.
Pour stabiliser les dunes de la Garenne qui subissent alors l'érosion par le vent, le Comité pour la protection de la nature et des sites (CPNS) organise à partir de 1978 une opération de replantage d'oyats, à laquelle participent notamment des enfants scolarisés dans les écoles de la ville. Des chemins sont mis en place pour éviter la destruction de la végétation à cause d'une surfréquentation. En 1986, cette action vaut au CPNS le « grand prix national » et aux jeunes de la ville le « prix des jeunes », remis par la fondation Ford Nature et Patrimoine.
Au milieu des années 1980, le CPNS s'intéresse aux dunes du Jaunay, précédemment exploitées en carrière. Outre des plantations et l'installation de barrières brise-vent, la dune est remodelée sur une bande de deux kilomètres pour que son point haut surplombe de dix mètres le niveau de la mer.

#### Cours d'eau

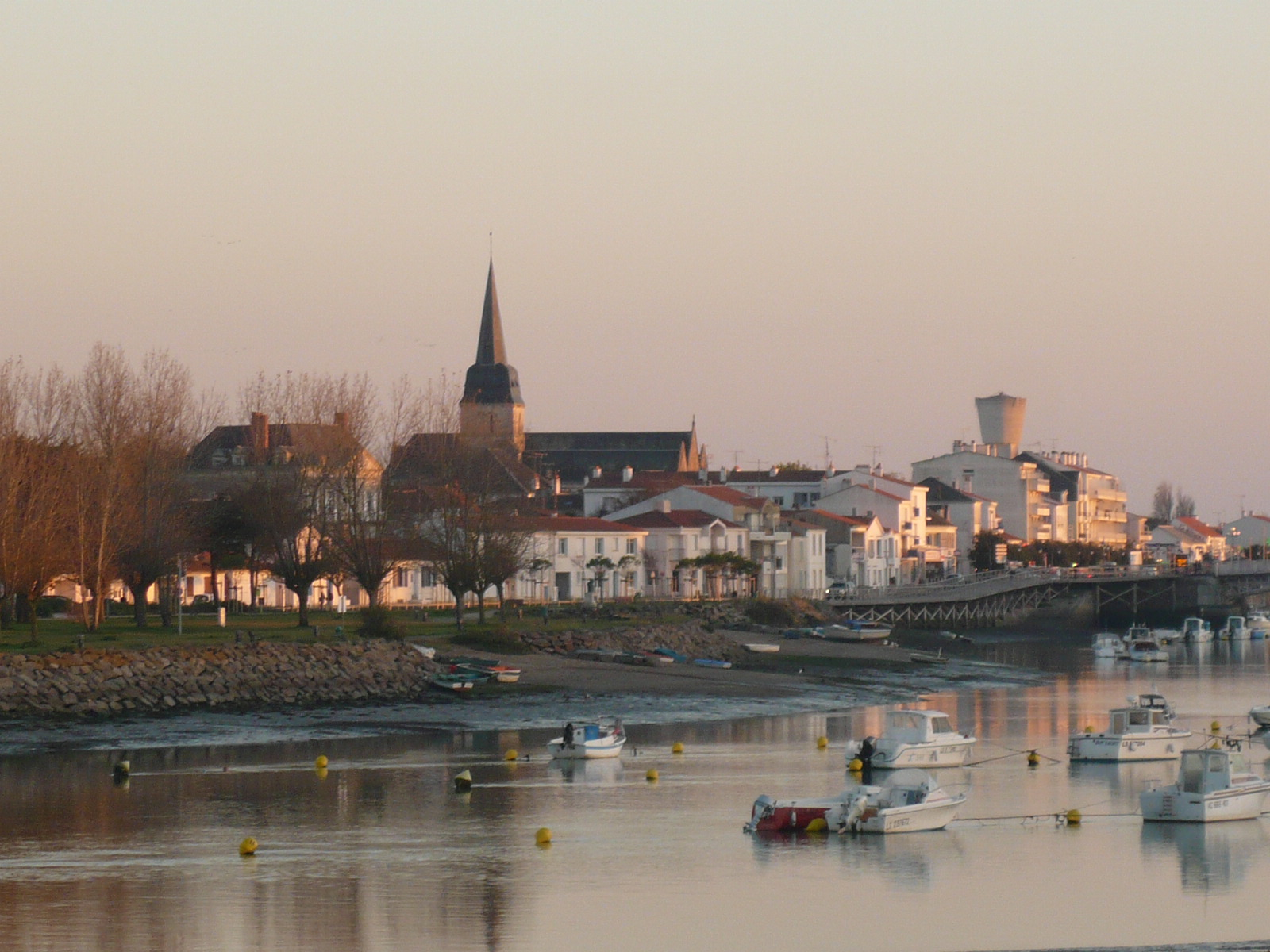
Vue sur la rive du fleuve côtier la Vie côté Saint-Gilles le long de la promenade Pierre-Garcie-Ferrande en octobre 2008. Au centre en arrière-plan : l'église Saint-Gilles.

L'embouchure du fleuve côtier la Vie sépare la ville en deux parties : Saint-Gilles et Croix-de-Vie. Son affluent, le Jaunay, se jette dans la Vie au niveau du port, côté Saint-Gilles.

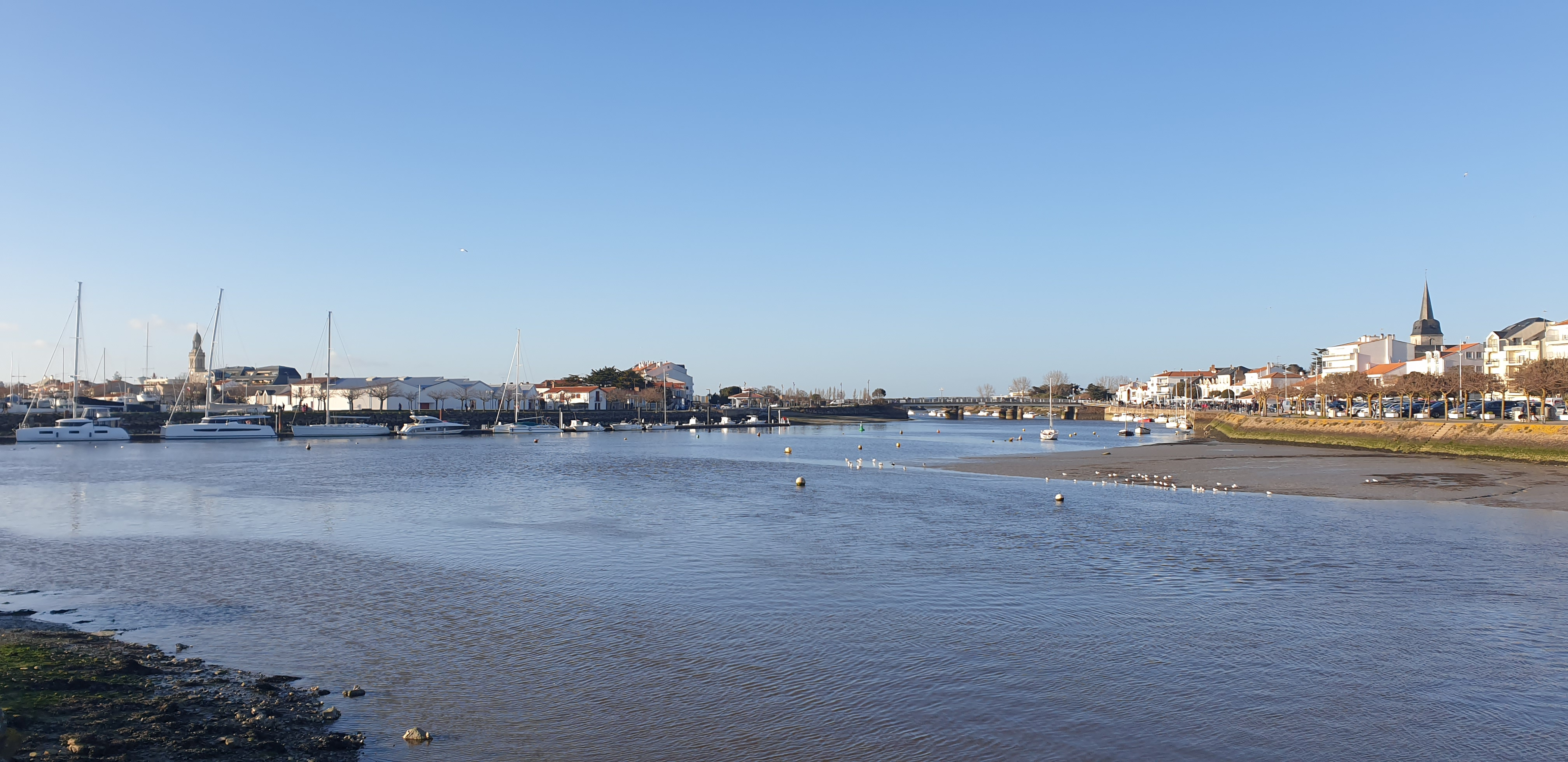
Le Jaunay (qui arrive du bas de la photo) au confluent avec la Vie (qui vient de la droite).

### Climat
Pour des articles plus généraux, voir Climat des Pays de la Loire et Climat de la Vendée.
En 2010, le climat de la commune est de type climat méditerranéen altéré, selon une étude du CNRS s'appuyant sur une série de données couvrant la période 1971-2000. En 2020, Météo-France publie une typologie des climats de la France métropolitaine dans laquelle la commune est exposée à un climat océanique et est dans la région climatique Bretagne orientale et méridionale, Pays nantais, Vendée, caractérisée par une faible pluviométrie en été et une bonne insolation.
Pour la période 1971-2000, la température annuelle moyenne est de 12,7 °C, avec une amplitude thermique annuelle de 12,9 °C. Le cumul annuel moyen de précipitations est de 765 mm, avec 12,3 jours de précipitations en janvier et 6 jours en juillet. Pour la période 1991-2020, la température moyenne annuelle observée sur la station météorologique de Météo-France la plus proche, sur la commune du Perrier à 14 km à vol d'oiseau, est de 12,8 °C et le cumul annuel moyen de précipitations est de 762,1 mm,. Pour l'avenir, les paramètres climatiques de la commune estimés pour 2050 selon différents scénarios d'émission de gaz à effet de serre sont consultables sur un site dédié publié par Météo-France en novembre 2022.

## Urbanisme

### Typologie
Au 1er janvier 2024, Saint-Gilles-Croix-de-Vie est catégorisée petite ville, selon la nouvelle grille communale de densité à sept niveaux définie par l'Insee en 2022.
Elle appartient à l'unité urbaine de Saint-Hilaire-de-Riez, une agglomération intra-départementale regroupant sept communes, dont elle est ville-centre,,. Par ailleurs la commune fait partie de l'aire d'attraction de Saint-Hilaire-de-Riez, dont elle est une commune du pôle principal,. Cette aire, qui regroupe 13 communes, est catégorisée dans les aires de moins de 50 000 habitants,.
La commune, bordée par l'océan Atlantique, est également une commune littorale au sens de la loi du 3 janvier 1986, dite loi littoral. Des dispositions spécifiques d’urbanisme s’y appliquent dès lors afin de préserver les espaces naturels, les sites, les paysages et l’équilibre écologique du littoral, tel le principe d'inconstructibilité, en dehors des espaces urbanisés, sur la bande littorale des 100 mètres, ou plus si le plan local d’urbanisme le prévoit.

### Occupation des sols

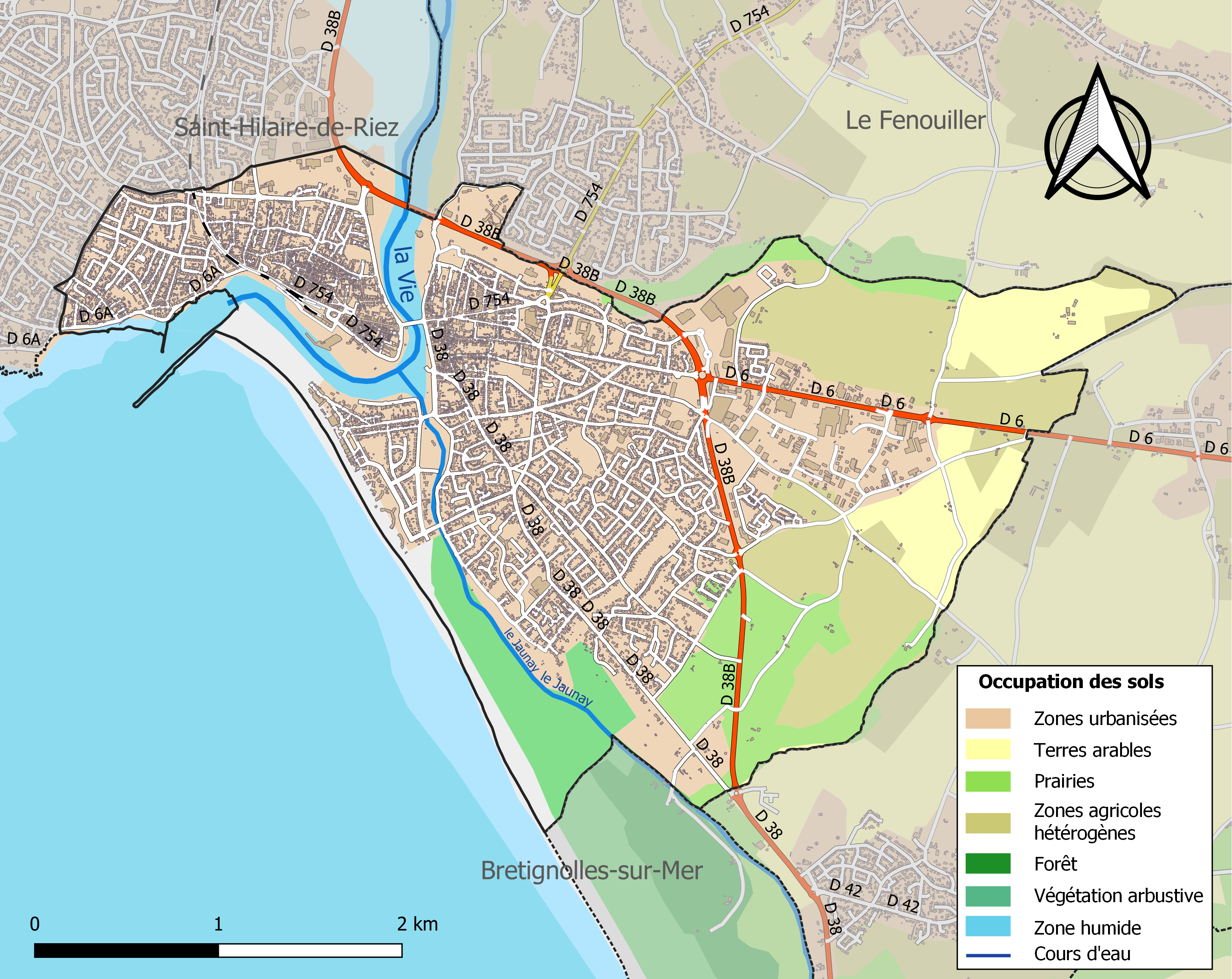
Carte des infrastructures et de l'occupation des sols de la commune en 2018 (CLC).

L'occupation des sols de la commune, telle qu'elle ressort de la base de données européenne d’occupation biophysique des sols Corine Land Cover (CLC), est marquée par l'importance des territoires artificialisés (58,3 % en 2018), en augmentation par rapport à 1990 (44,3 %). La répartition détaillée en 2018 est la suivante : zones urbanisées (46,7 %), zones agricoles hétérogènes (15,3 %), zones industrielles ou commerciales et réseaux de communication (11,6 %), prairies (7,7 %), terres arables (7,2 %), milieux à végétation arbustive et/ou herbacée (5 %), eaux maritimes (3,5 %), espaces ouverts, sans ou avec peu de végétation (2,7 %), zones humides côtières (0,2 %), forêts (0,1 %).
L'IGN met par ailleurs à disposition un outil en ligne permettant de comparer l’évolution dans le temps de l’occupation des sols de la commune (ou de territoires à des échelles différentes). Plusieurs époques sont accessibles sous forme de cartes ou photos aériennes : la carte de Cassini (XVIIIe siècle), la carte d'état-major (1820-1866) et la période actuelle (1950 à aujourd'hui).

### Voies de communication et transports

#### Voies routières
Saint-Gilles-Croix-de-Vie est notamment accessible via l'autoroute A87 jusqu'à La Roche-sur-Yon puis la D 948 jusqu'à Aizenay et enfin la D 6 jusqu'à Givrand ou bien au départ de Nantes en passant via Machecoul et Challans.

##### Ponts

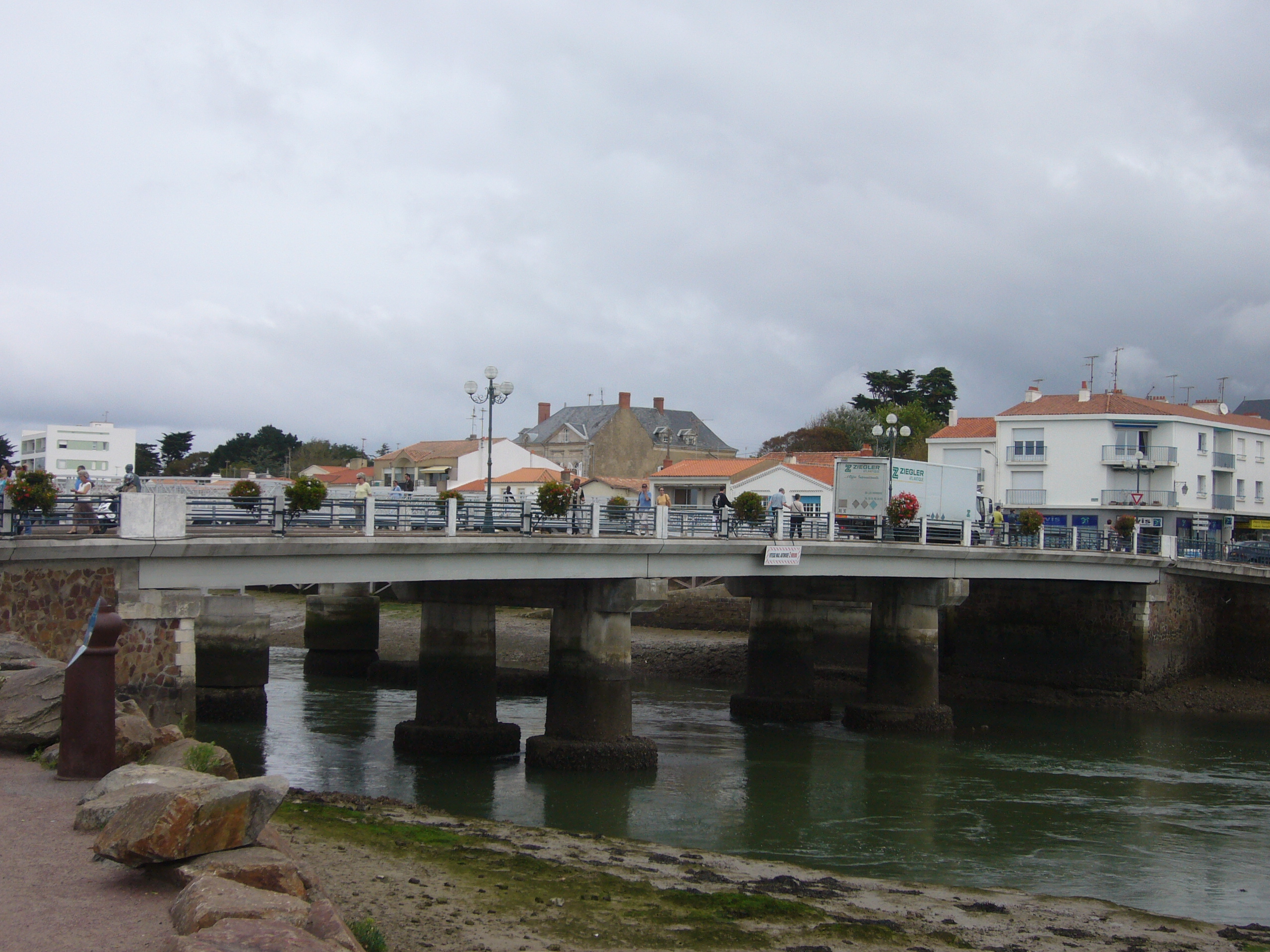
Le pont de la Concorde sur le fleuve de la Vie en septembre 2007.

Traversée à gué ou à l'aide d'un bac jusqu'au XIXe siècle, la Vie peut être franchie en plusieurs points de passage :
- Le pont de l'Atlantique où circule une rocade semi-rapide (D 38 bis) au nord.
- Le pont de la Concorde en centre-ville, construit en 1952 et baptisé ainsi depuis l'unification en 1967 de Saint-Gilles-sur-Vie et de Croix-de-Vie[33]. Un premier pont à une seule arche est construit en 1835 ; un droit de péage y est appliqué jusqu’en 1865 au grand dam des Croixdeviaux (Croixdeviots) qui doivent se rendre régulièrement à Saint-Gilles-sur-Vie, chef-lieu et pôle économique du canton[34]. Ce premier pont est remplacé en 1882 par un pont métallique avec deux piles en pierre.
- Une passerelle cyclo-piétonne André-Bénéteau jouxte le pont de la Concorde depuis décembre 2001. Elle est construite quelques mètres en amont, sur les piles de l'ancien pont de chemin de fer (détruit en 1981[35]) emprunté par les trains circulant entre Bourgneuf-en-Retz et Les Sables-d'Olonne[36].
- Durant la saison touristique, un passeur permet de traverser le port, plus en aval, de la mairie (côté Croix-de-Vie) à la partie nord de la « grande plage » (côté Saint-Gilles)[37].

Sur l'affluent de la Vie, le Jaunay, une passerelle en bois est construite en 1858-1859 puis remplacée par un pont en 1927.

#### Pistes cyclables
Le département de la Vendée propose divers itinéraires cyclables, partiellement sur des sites dédiés. Après plusieurs années de travaux, le réseau s'étend en juin 2009 sur 770 kilomètres.
Il est ainsi possible de rejoindre Saint-Gilles-Croix-de-Vie au départ de La Roche-sur-Yon via un parcours d'une cinquantaine de kilomètres (dont les trois quarts en site propre) via Aizenay puis Coëx.
Le circuit de 39 kilomètres (dont trente en site propre) entre Saint-Jean-de-Monts et Bretignolles-sur-Mer passe également dans la commune.

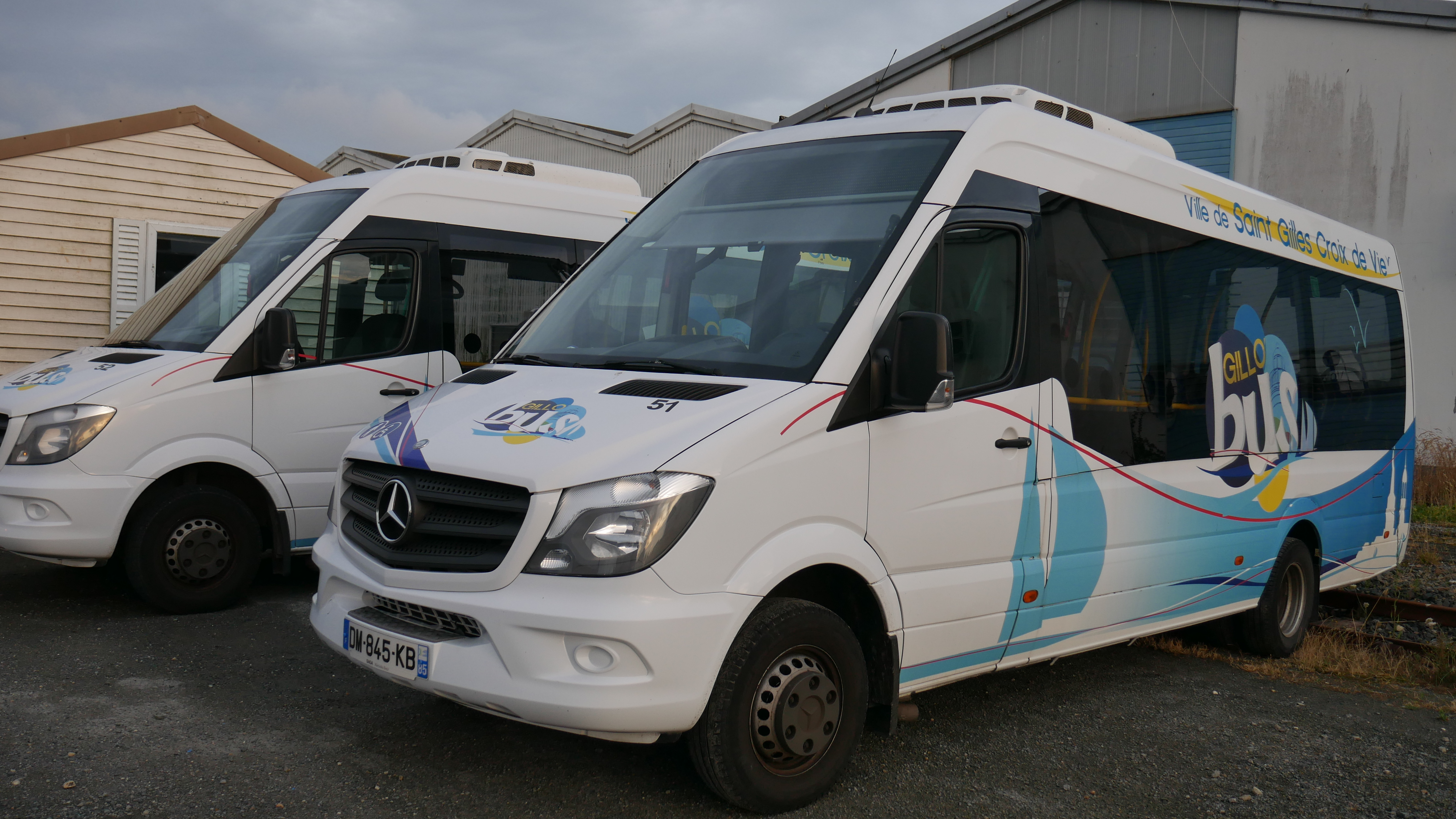
Les Gillo'bus à la Gare de Saint-Gilles-Croix-de-Vie en juillet 2019.

#### Gillo'bus
Saint-Gilles-Croix-de-Vie dispose d'un réseau de transports en commun nommé Gillo'bus, celui-ci comprend deux lignes de bus et est exploité par la société Voyages Nombalais.

#### Transport ferroviaire

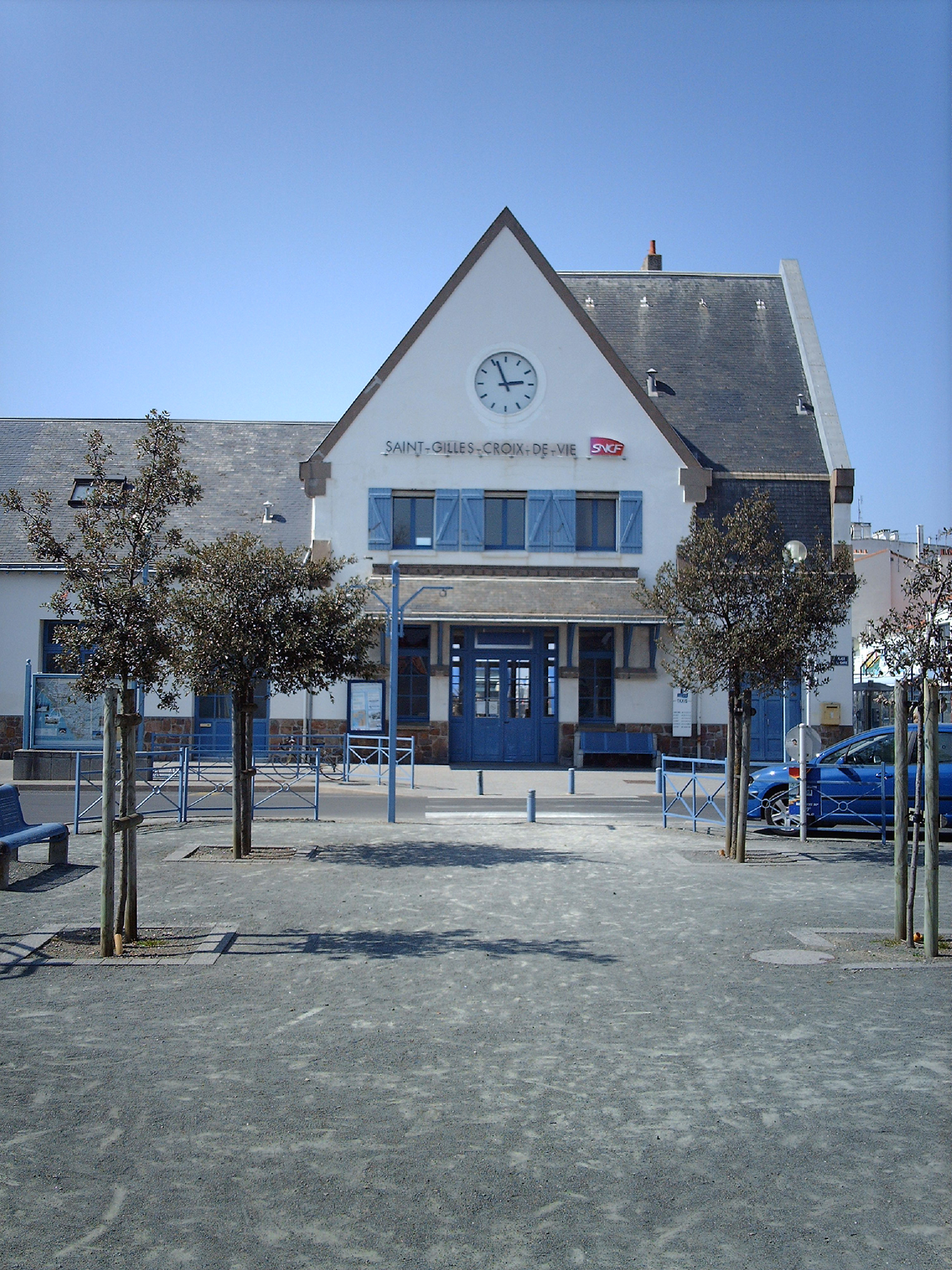
Façade du bâtiment voyageur de la gare de Saint-Gilles-Croix-de-Vie, vue depuis la place de la Gare en avril 2007.

Terminus de la ligne Nantes - Saint-Gilles-Croix-de-Vie, la ville est desservie quotidiennement par des TER Aléop exploités par la SNCF avec le soutien du conseil régional des Pays de la Loire. Ces liaisons sont assurées par des trains ou par des autocars.

##### Gare
Initialement envisagée du côté de Saint-Gilles-sur-Vie, la gare « Croix de Vie - Saint Gilles » est construite en 1881 près du port de Croix-de-Vie notamment pour transporter les cargaisons de poissons vers Nantes. Elle est fermée pendant la Seconde Guerre mondiale, puis à nouveau entre 1970 et 1982 en l'absence de lignes régulières.
La gare prend le nom « Saint Gilles - Croix de Vie » en 1885, puis est renommée « Croix de Vie - Saint Gilles » en 1934 après des travaux pour un nouveau bâtiment voyageur que Saint-Gilles-sur-Vie n'a pas financé. En 1985, elle prend le nom « Saint-Gilles-Croix-de-Vie », dix-huit ans après la fusion des deux communes.

##### À partir de 1881: liaison vers Nantes
D'octobre 1881 à septembre 1970, Saint-Gilles-Croix-de-Vie n'est que le terminus d'une antenne de la ligne à voie unique reliant Nantes à La Roche-sur-Yon via Sainte-Pazanne, Machecoul, Challans et Aizenay. Cette antenne démarre dans le sens La Roche-sur-Yon-Nantes au niveau de la gare de Commequiers, entre Challans et Aizenay, ce qui nécessite le retournement des trains en provenance de la préfecture de la Loire-Atlantique. En 1938, la SNCF met cependant en place des trains reliant directement Nantes à Saint-Gilles-Croix-de-Vie. À la fermeture de la ligne en septembre 1970, seul subsiste un service partiel en saison estivale.
En septembre 1982, la ligne est remaniée : la vitesse limite est relevée de 70 à 90 km/h et l'antenne de Saint-Gilles-Croix-de-Vie est rouverte pour être directement raccordée vers Nantes entre Soullans et Commequiers, avec un temps de parcours réduit d'une trentaine de minutes grâce à la suppression de manœuvres. Le tronçon sud en direction de La Roche-sur-Yon est en partie déféré, une section entre Commequiers et Coëx étant transformée en vélo-rail à usage touristique.
En 2009, le tronçon entre Nantes et Sainte-Pazanne est rénové. Est alors évoqué un projet pour relever la vitesse maximale à 140 km/h et électrifier l'ensemble de la ligne d'ici 2015 : Nantes et Saint-Gilles-Croix-de-Vie seraient ainsi reliées en 58 minutes contre 1 h 18 auparavant, avec une augmentation du nombre de désertes et la circulation possible de TGV,.

##### 1923 - 1949: liaison vers Bourgneuf et Les Sables-d'Olonne
De 1923 à 1949, la station balnéaire est également desservie par la ligne Bourgneuf - Les Sables-d'Olonne. Comme sur la ligne de Pornic à Paimbœuf, un petit train transportant voyageurs et marchandises circule le long de la côte atlantique de Bourgneuf-en-Retz en Loire-Inférieure au nord de la Vendée,.
Dans le cadre du prolongement de cette ligne à voie métrique vers Les Sables-d'Olonne en avril 1925, un pont métallique - le plus important du réseau des tramways de la Vendée - est construit pour traverser la Vie puis desservir une autre station située à Saint-Gilles-sur-Vie. En mai 1998, cette gare, situé au 35 rue du Maréchal-Leclerc, est transformée en bureau pour le Centre socioculturel sous le nom de « La P'tite gare ».

#### Desserte par autocar
Exploitées par la société Sovetour, les lignes « Aléop » no 568 Les Sables-d'Olonne - La Barre des Monts et no 572 La Roche-sur-Yon - Saint-Jean-de-Monts, desservent la ville.

#### Transports maritimes de voyageurs
D'avril à septembre, la Compagnie vendéenne assure une liaison entre L'Île-d'Yeu et Saint-Gilles-Croix-de-Vie : cette traversée de 31 kilomètres dure une heure environ. Des liaisons vers cette île située dans l'océan Atlantique sont également proposées toute l'année au départ de Fromentine (hameau de La Barre-de-Monts) et en saison depuis l'embarcadère de la Fosse (commune de Barbâtre dans l'île de Noirmoutier). Avec deux parking à proximité (boulevard Georges-Pompidou et place de la Douane), l'embarcadère est situé avenue Jean-Cristau, côté Croix-de-Vie, près de la commune de Saint-Hilaire-de-Riez.
| Nombre de passagers par an | 1990   | 1995   | 2000   | 2005   | 2007   |
| -------------------------- | ------ | ------ | ------ | ------ | ------ |
| Nombre de passagers par an | 81 140 | 67 382 | 74 108 | 96 448 | 71 437 |

#### Transport aérien
La ville est située à 68 kilomètres de l'aéroport Nantes Atlantique, au sud-ouest de Nantes.

## Toponymie
Le premier vocable fait référence au bourg de Saint-Gilles-sur-Vie fondé au IXe siècle par des moines de Saint-Gilles-du-Gard. Deuxième vocable à Croix-de-Vie.
L'hagiotoponyme Saint-Gilles fait référence à Gilles l'Ermite.

## Histoire
Saint-Gilles-Croix-de-Vie résulte de l'unification en 1967 de deux communes situées de part et d'autre de l'embouchure de la Vie : Saint-Gilles-sur-Vie et de Croix-de-Vie.

### De la Genèse à la Révolution: la pêche en mer et le commerce maritime
Sur la rive gauche, Saint-Gilles-sur-Vie, alors connue sous le nom de Sidunum, Sidum ou encore Sidonum, est créée dans l'Antiquité comme colonie phocéenne. Le village pourrait être le célèbre Portus-Secor d'où Jules César lance sa conquête de l'Ouest de la Gaule au milieu du Ier siècle av. J.-C.. « Ce n'est pas impossible, estiment les historiens Joseph Rouillé et Marcel Couton, puisqu'il est à peu près certain que Sidum est le port le plus ancien de la côté atlantique ».
Au IXe siècle, des moines bénédictins de Saint-Michel-en-l'Herm, vénérant saint Gilles l'Ermite, s'implantent dans la cité en construisant un prieuré ainsi qu'une église fortifiée. Le docteur Marcel Audouin évoque pour sa part des moines venus de Saint-Gilles-du-Gard. « Ne rejetons pas sa thèse, proposent les historiens Joseph Rouillé et Marcel Couton, car il est possible que ceux-ci firent une halte chez leurs frères de Saint-Michel-en-l'Herm et c'est peut-être, une délégation des deux communautés qui vint à Saint-Gilles ».
Au Moyen Âge, la cité, organisée autour de la grande rue (devenue la rue Torterue), est un port important, capable d'accueillir des navires d'une capacité de cent tonneaux. Au XVIIIe siècle, Saint-Gilles est le port par lequel transite les exportations du Bas-Poitou : la Vie permet le transport de céréales, de sel, de vin ou encore de bétail depuis le bocage. Lors d'un voyage en Bas-Poitou (région correspondant au département de la Vendée) avant sa mort en 1610, Henri IV passe une nuit dans le château de Beaumarchais, propriété de Vincent Bouhier de l'Ecluse, à une lieue de Saint-Gilles. Il participe à une chasse à courre le lendemain.
Croix-de-Vie apparaît dans la rive droite de la Vie au XVIe siècle, lorsque le duc de Montausier accorde aux marins de Saint-Gilles des parcelles de terrain dans la « petite île » pour qu'ils puissent y construire leurs habitations. Marie de Beaucaire fait construire entre 1601 et 1610 le « grand môle » et le « quai neuf de Madame », puis une chapelle de 1611 à 1613. Cet édifice sera utilisé jusqu'à la construction de l'église Sainte-Croix en 1896. Lors d'un recensement en 1610 préalable à la construction de cette chapelle, Croix-de-Vie compte environ 500 habitants, soit 180 familles (160 catholiques et 20 protestantes). En 1622, lors du combat de Riez pendant les rébellions huguenotes, le roi Louis XIII dîne à Saint-Gilles.
Durant la guerre de Vendée de 1793 à 1796 puis la tentative de soulèvement durant les Cent-Jours en 1815, la Vie matérialise l'opposition entre les adversaires (blancs) et les partisans (bleus) de la Révolution française de 1789 : les marins et autres personnes de condition modeste de Croix-de-Vie sont des royalistes tandis que les négociants et armateurs de Saint-Gilles-sur-Vie intègrent plutôt le camp républicain avant de soutenir Napoléon Bonaparte. Pendant la déchristianisation, les révolutionnaires rebaptisent Saint-Gilles en « Port Fidèle » et Croix-de-Vie en « Le-Hâvre-de-Vie ».

### Au milieu duXIXesiècle: le développement des bains de mer

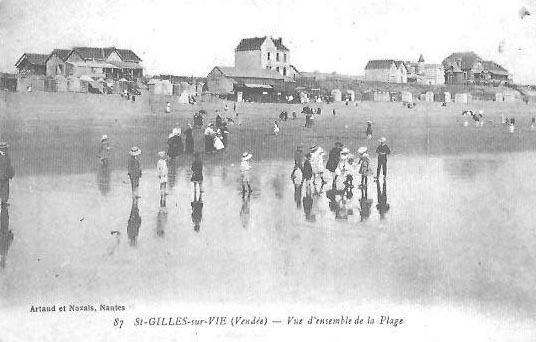
Vue d'ensemble de la plage, carte postale de Saint-Gilles-sur-Vie postée à la fin du XIX.

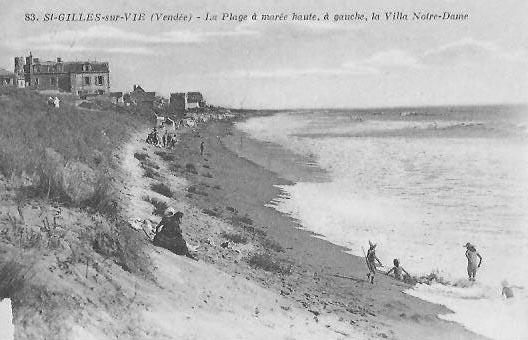
La plage à marée haute, à gauche la Villa Notre-Dame, carte postale de Saint-Gilles-sur-Vie postée en 1921 ou 1922.

À partir des premiers bains de mer au début des années 1860, le tourisme va progressivement devenir une activité importante au sein de Saint-Gilles-sur-Vie et Croix-de-Vie. Le premier établissement de bains de mer entre en service côté Saint-Gilles en juillet 1863, un an après les premiers baignades dans la plage de « La Garenne de Retz ». Les premières villas sont construites en retrait de la mer près de la « grande plage » et au niveau de la corniche à deux pas de la « plage de Boisvinet », côté Croix-de-Vie.
Bien que trois heures soient nécessaires pour relier Croix-de-Vie au départ de Nantes et dix heures depuis Paris, le développement du chemin de fer à partir des années 1880 permet aux vacanciers de rejoindre les deux cités. À l'été 1907, le nombre d'estivants est estimé à 2 000, puis grimpe à 6 000 en 1934 alors que la station tient un stand à la foire de Paris. Les premières colonies de vacances s'installent en 1912. Un syndicat d'initiative est créé en 1922.
L'instauration en juin 1936 des premiers congés payés après l'arrivée au pouvoir du Front populaire va encore doper cette activité touristique. La Seconde Guerre mondiale l'interrompt, le canton de Saint-Gilles-Croix-de-Vie se trouvant dans la « zone côtière interdite ». À Saint-Gilles-sur-Vie, le quartier de la plage est évacué en 1941 pour procéder à l'installation de zones de tirs dans les dunes de la Garenne.
À la Libération, le tourisme reprend ensuite de plus belle, notamment via le succès du camping. À l'été 1946, la station accueille 20 000 vacanciers, elle compte 900 résidences secondaires en 1962 avant la construction du premier immeuble collectif en 1968. En 1979, 2 500 résidences sont mises en service par le groupe Merlin.

### La fusion des deux cités Croix-de-Vie et Saint-Gilles-sur-Vie en 1967
Le 23 janvier 1967, Saint-Gilles-sur-Vie et Croix-de-Vie fusionnent pour former la nouvelle commune de Saint-Gilles-Croix-de-Vie sous l'impulsion de Marcel Ragon (1912-1991), maire de Croix-de-Vie à partir de 1965 qui devient le maire de la nouvelle entité et de Charles Grasset (1922-2009), adjoint au maire de Croix-de-Vie de mars 1965 à décembre 1966 qui sera le premier adjoint de la commune jusqu'en 1995,.
Évoquée dès la Révolution française, la fusion des deux cités est rejetée par Croix-de-Vie dans les années 1830 puis à nouveau dans les années 1860. En 1895, l'idée est relancée lors de la construction d'un hôpital commun dans le territoire de Saint-Gilles-sur-Vie, mais les querelles à propos de la gare ferroviaire font avorter le projet. Défendu dans les années 1920 par Marcel Baudouin, fondateur du syndicat d'initiative, qui y voit un atout pour la prospérité de la station balnéaire, la fusion est refusée par Saint-Gilles-sur-Vie cette fois au début des Trente Glorieuses. Il faut attendre les élections municipales françaises de 1965 pour que les deux municipalités organisent la fusion des deux communes voisines.

### Depuis la fusion à l’époque contemporaine: port de pêche et station balnéaire
En 1982, Saint-Gilles-Croix-de-Vie est classée station balnéaire.

## Politique et administration

### Liste des maires
| Période          | Période      | Identité          | Étiquette                | Qualité |
| ---------------- | ------------ | ----------------- | ------------------------ | --- |
| 1er janvier 1967 | mars 1977    | Marcel Ragon      | UDR puis RPR             | Fonctionnaire Maire de Croix-de-Vie (1965 → 1966) |
| mars 1977        | juin 1995    | Jean Rousseau     | RPR puis SE              | Professeur d’histoire puis proviseur de lycée Suppléant du député Pierre Mauger (1988 → 1993) |
| juin 1995        | 4 avril 2014 | Patrick Nayl      | RPR puis UMP             | Cadre de santé retraité, directeur de centre de soins Président de la CC Côte-de-Lumière (1997 → 2008) Suppléant du député Dominique Caillaud (2002-2007) |
| 4 avril 2014     | en cours     | François Blanchet | UMP-LR puis DVD puis HOR | Directeur de rédaction d’un groupe de presse Conseiller régional des Pays de la Loire (2015 → ) Vice-président de la CC du Pays-de-Saint-Gilles-Croix-de-Vie (2014 → 2020) Président de la CC du Pays-de-Saint-Gilles-Croix-de-Vie (2020 → ) Réélu pour le mandat 2020-2026 |

### Intercommunalité et canton
En 1929, un syndicat intercommunal est mis en place pour procéder à l'électrification du canton de Saint-Gilles-Croix-de-Vie. À partir de 1939, un réseau d'eau potable voit le jour. Le collège Pierre-Garcie-Ferrande est construit en 1968, une usine de traitement des déchets en 1977 puis un centre de secours en 1982.
De 1997 à 2009, elle fait partie de la communauté de communes Côte-de-Lumière, communauté de communes regroupant Brem-sur-Mer, Bretignolles-sur-Mer, Le Fenouiller, Saint-Gilles-Croix-de-Vie et Saint-Hilaire-de-Riez. Avec la communauté de communes Atlancia-des-Vals-de-la-Vie-et-du-Jaunay, elle forme le syndicat mixte « Mer et Vie », créé en avril 2001. Cette structure, dont le périmètre correspond exactement au territoire du canton de Saint-Gilles-Croix-de-Vie, fait suite au syndicat intercommunal à vocations multiples (SIVOM) « Mer et Vie », créé en mai 1987.
En 2009, les deux communautés de communes regroupant les quatorze communes du canton de Saint-Gilles-Croix-de-Vie, Côte-de-Lumière et Atlancia, décident de fusionner pour donner naissance le 1er janvier 2010 à la communauté de communes du Pays-de-Saint-Gilles-Croix-de-Vie.

### Gendarmerie
Brigade de gendarmerie de Saint-Gilles-Croix-de-Vie est située 9 rue des Vergers d'Éole à Saint-Gilles-Croix-de-Vie.

### Jumelages
Saint-Gilles-Croix-de-Vie est jumelé avec la commune de  Gozón (Espagne) depuis 2006 et entretient des relations privilégiées depuis les années 1980 avec la ville de Montrichard, près de Blois (Loir-et-Cher).

## Population et société

### Démographie
En 2006, la commune n'est pas la plus peuplée du canton de Saint-Gilles-Croix-de-Vie : la commune limitrophe de Saint-Hilaire-de-Riez compte alors 10 063 habitants selon l'Institut national de la statistique et des études économiques. Cette commune étant plus étendue, Saint-Gilles-Croix-de-Vie est toutefois plus densément peuplé (710 habitants au km² contre 206).[Passage à actualiser]
En 1999, l'aire urbaine de Saint-Gilles-Croix-de-Vie compte 22 262 habitants, soit la 31e par taille des 50 aires urbaines de l'Ouest de la France (régions Bretagne et Pays de la Loire). Pendant les années 1990, elle a enregistré la plus forte croissance démographique des aires urbaines de l'Ouest.[Passage à actualiser]

#### Évolution démographique
L'évolution du nombre d'habitants est connue à travers les recensements de la population effectués dans la commune depuis 1793. Pour les communes de moins de 10 000 habitants, une enquête de recensement portant sur toute la population est réalisée tous les cinq ans, les populations de référence des années intermédiaires étant quant à elles estimées par interpolation ou extrapolation. Pour la commune, le premier recensement exhaustif entrant dans le cadre du nouveau dispositif a été réalisé en 2004.

En 2022, la commune comptait 8 140 habitants, en évolution de +7,53 % par rapport à 2016 (Vendée : +5,33 %, France hors Mayotte : +2,11 %).
| 1793 | 1800 | 1806 | 1821 | 1831  | 1836  | 1841  | 1846  | 1851  |
| ---- | ---- | ---- | ---- | ----- | ----- | ----- | ----- | ----- |
| 665  | 715  | 790  | 955  | 1 016 | 1 061 | 1 050 | 1 120 | 1 091 |

| 1856  | 1861  | 1866  | 1872  | 1876  | 1881  | 1886  | 1891  | 1896  |
| ----- | ----- | ----- | ----- | ----- | ----- | ----- | ----- | ----- |
| 1 080 | 1 140 | 1 270 | 1 420 | 1 461 | 1 530 | 1 715 | 1 816 | 1 783 |

| 1901  | 1906  | 1911  | 1921  | 1926  | 1931  | 1936  | 1946  | 1954  |
| ----- | ----- | ----- | ----- | ----- | ----- | ----- | ----- | ----- |
| 1 726 | 1 852 | 1 859 | 1 764 | 1 833 | 1 921 | 2 088 | 2 438 | 3 029 |

| 1962  | 1968  | 1975  | 1982  | 1990  | 1999  | 2004  | 2006  | 2009  |
| ----- | ----- | ----- | ----- | ----- | ----- | ----- | ----- | ----- |
| 3 292 | 6 178 | 6 725 | 6 159 | 6 296 | 6 797 | 7 189 | 7 281 | 7 230 |

| 2014  | 2019  | 2022  | - | - | - | - | - | - |
| ----- | ----- | ----- | - | - | - | - | - | - |
| 7 530 | 7 862 | 8 140 | - | - | - | - | - | - |

#### Pyramide des âges
La population de la commune est relativement âgée.
En 2021, le taux de personnes d'un âge inférieur à 30 ans s'élève à 19,4 %, soit en dessous de la moyenne départementale (31 %). À l'inverse, le taux de personnes d'âge supérieur à 60 ans est de 54 % la même année, alors qu'il est de 32,2 % au niveau départemental.
En 2021, la commune comptait 3 600 hommes pour 4 374 femmes, soit un taux de 54,85 % de femmes, largement supérieur au taux départemental (51,13 %).
Les pyramides des âges de la commune et du département s'établissent comme suit.
| Hommes | Classe d’âge | Femmes |
| ------ | ------------ | ------ |
| 1,8    | 90 ou +      | 4,4    |
| 17,1   | 75-89 ans    | 20,9   |
| 30,5   | 60-74 ans    | 32,6   |
| 15,5   | 45-59 ans    | 15,2   |
| 12     | 30-44 ans    | 10,5   |
| 11,9   | 15-29 ans    | 8,2    |
| 11,2   | 0-14 ans     | 8,2    |

| Hommes | Classe d’âge | Femmes |
| ------ | ------------ | ------ |
| 0,8    | 90 ou +      | 2,2    |
| 8,7    | 75-89 ans    | 11,1   |
| 20,3   | 60-74 ans    | 21,3   |
| 20     | 45-59 ans    | 19,4   |
| 17,5   | 30-44 ans    | 16,8   |
| 15     | 15-29 ans    | 13,2   |
| 17,7   | 0-14 ans     | 16,1   |

### Gentilés
Ses habitants sont appelés les Gillocruciens et les Gillocruciennes. Avant l'unification en 1967 de Saint-Gilles-sur-Vie et de Croix-de-Vie, on parlait respectivement des Croixdeviaux et des Croixdeviottes pour les habitants de Croix-de-Vie et des Giras ou des Girases ou encore des Gillais et des Gillaises pour ceux de Saint-Gilles-sur-Vie.
En 1999, 4,7 % des 9 594 navettes domicile - travail sont effectuées en transport collectif dans l'aire urbaine de Saint-Gilles-Croix-de-Vie contre 4,3 % dans l'ensemble de la région Pays de la Loire.

### Enseignement
Les établissements d'enseignement de la ville de Saint-Gilles-Croix-de-Vie relèvent de l'académie de Nantes qui correspond à la région Pays de la Loire (zone A). Saint-Gilles-Croix-de-Vie compte quatre écoles élémentaires, deux collèges et un établissement d'enseignement professionnel, ainsi qu'un lycée.

#### Élémentaires
La ville administre deux écoles élémentaires communales : « Edmond-Bocquier » et « Les Salines (construite dans quartier des Salines en 1993 pour remplacer celle du quartier de la gare depuis détruite), ».
En 2011-2012, l'école élémentaires « Edmond-Bocquier » accueille 115 élèves soit quatre classes en maternelle et 163 élèves pour sept classes en primaire, auxquels s'ajoutent 10 élèves en classe d'intégration scolaire ; l'école des « Salines » compte 80 élèves soit trois classes en maternelle, 111 élèves soit 5 classes en primaire.
S'ajoutent ajoutent deux écoles élémentaires privées catholiques sous contrat : « La Chapelle » issue de la fusion de l'école Pierre-Joubert et de l'école Saint-Joseph en 1996 puis de l'école maternelle Immaculée-Conception au début des années 2000) ; et l'école « Sainte-Croix » issue de la fusion de l'école Sainte-Croix et de l'école Saint-Louis à la rentrée 1988. En 2010-2011, l'école « Sainte-Croix » accueille un total de 108 élèves soit cinq classes et l'école « La Chapelle » compte 254 élèves soit dix classes,.

#### Secondaire
La ville compte deux collèges :
- l'un public géré par le conseil général de la Vendée le collège « Pierre-Garcie-Ferrande[100] », qui compte au cours de l'année scolaire 2008‑2009 573 élèves soit vingt-cinq classes[101].
- l'autre collège d'enseignement privé catholique, le collège « Saint-Gilles » (dit « Les Épinettes »). Revendiquant une « zone de recrutement des élèves répartie dans quinze communes », le collège compte au cours de l'année 2008-2009 1038 élèves soit quarante classes[102].

#### Professionnel
La ville compte un centre de formation en apprentissage : la maison familiale rurale d'apprentissage « La Bouchère »
Par ailleurs, la ville compte un pôle de formation de navigateurs de course à la voile, le Pôle Vendée France.
Lycée
La ville compte un lycée publique: le lycée polyvalent Adeline Boutain depuis la rentrée 2021. Le lycée peut accueillir 900 élèves. Le lycée propose des cursus de Bac général (19 classes de 35 élèves), Bac technologique Sciences et technologies de l’industrie et du développement durable (2 classes de 30 élèves) et des formations professionnelles (150 places en CAP ou Bac pro en 3 ans) dans les domaine suivants : coiffure, esthétique-cosmétique-parfumerie, CAP Installateur thermique et CAP Préparation et réalisation d’ouvrages électriques, et Technicien des installations et systèmes énergétiques et climatiques. Il dispose également d'un internat d'excellence.

### Associations
Diverses associations culturelles, sportives ou caritatives animent la vie locale.
En 2022, l'annuaire officiel des associations répertorie cent trente trois entités, dont trente cinq à thématique sportive fédérées par l'Office municipal des sports (OMS), et quatre-vingt-dix-huit fédérées par le Centre Socioculturel de la P'tite Gare.

### Cultes

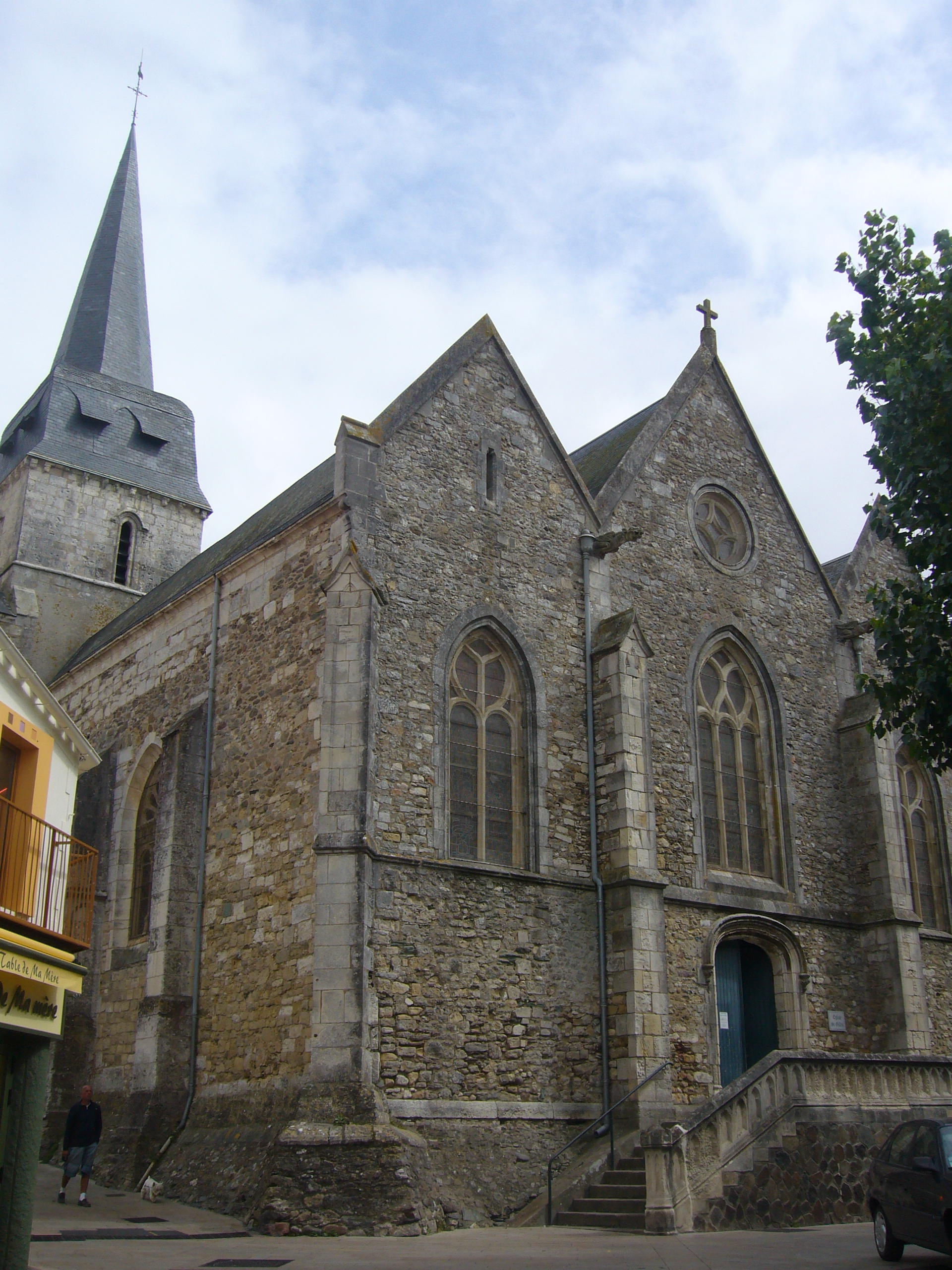
Église Saint-Gilles en septembre 2007.

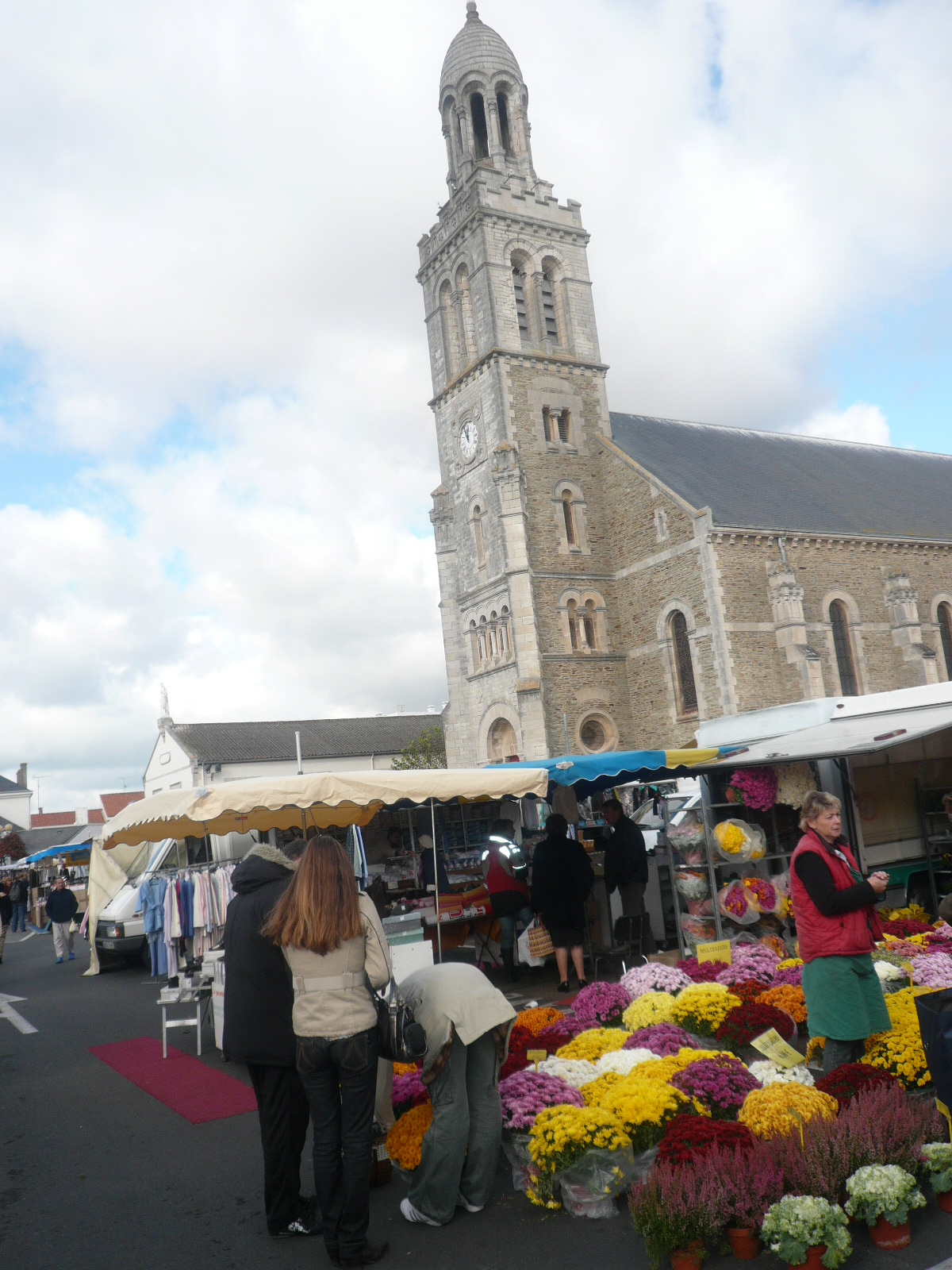
Marché côté Croix-de-Vie en octobre 2008. À l'arrière-plan : l'église Sainte-Croix.

La commune est équipée de deux lieux de culte catholiques, situés de part et d'autre de la Vie : les églises Saint-Gilles et Sainte-Croix.
Saint-Gilles-Croix-de-Vie appartient au diocèse de Luçon, qui correspond au département de la Vendée et qui est lui-même rattaché à la province ecclésiastique de Rennes.
Elle est le siège d'un doyenné qui regroupe quatre paroisses : « Sainte Anne de Riez » autour de Saint-Hilaire-de-Riez, « Saint Jean du Gué Gorand » autour de Coëx, « Saint Nicolas de l'Océan » autour de Brétignolles-sur-Mer et « Notre Dame de la Vie » autour de Saint-Gilles-Croix-de-Vie. Cette dernière compte quatre clochers : les deux églises Saint-Gilles et Sainte-Croix ainsi que les églises du Fenouiller et de Givrand.
Au milieu XVIe siècle, une Église réformée soutenant la Réforme protestante et plus particulièrement Jean Calvin est « dressée » à Saint-Gilles-sur-Vie avant d'être démolie en novembre 1665 comme un total de dix-sept temples du Bas-Poitou (région correspondant au département de la Vendée),.

### Marchés
Toute l'année, cinq marchés hebdomadaires en plein air ont lieu alternativement près des deux églises de la commune :
- Place du Vieux-Port et place de Marché-aux-Herbes (côté Saint-Gilles) les mardis, jeudis et dimanches matin,
- Place Guy-Kergoustin (côté Croix-de-Vie) les mercredis et samedis matin.

En outre, tous les jours de 20 h à 0 h en juillet et août, un marché de nuit est proposé côté Saint-Gilles, quai du Port Fidèle et place du Vieux Port. Des artisans divers y vendent divers souvenirs et autres produits essentiellement locaux.

### Santé et centre de secours
Outre les professionnels de la santé travaillant dans la commune, notamment des médecins, des pharmaciens et des chirurgiens-dentistes, Saint-Gilles-Croix-de-Vie compte un hôpital local, rue Laënnec. Géré par une association présidée par un membre du conseil municipal, celui-ci ne dispose pas d'un service dit d'urgences, qui sont traités par les hôpitaux les plus proches : les centres hospitaliers de Challans ou des Sables-d'Olonne, le centre hospitalier départemental de La Roche-sur-Yon ou les cliniques de La Roche-sur-Yon et de Château-d'Olonne.
Après dix ans de travaux, l'hôpital est inauguré le 1er mars 1899, quinze ans et cinq mois jour pour jour après la mort d'Émile Aimé Torterue. Décédé le 1er octobre 1984, ce particulier lègue sa fortune à la commune de Saint-Gilles-sur-Vie en échange de la construction d'un hospice commun avec Croix-de-Vie destiné aux malades pauvres des deux communes. Doté d'un oratoire en juin 1899, le bâtiment est agrandi en 1904, puis en 1933, et électrifié en 1932. Dans les années 1970, l'hospice devient un hôpital local, puis un établissement public de santé en 2009. Début 2010, l'établissement compte 204 lits : 85 pour des hospitalisations de longues durées, respectivement 29 et 10 pour des moyens et des courts séjours, et 80 lits en maison de retraite.
Par ailleurs, la commune compte un centre de réadaptation fonctionnelle : la villa Notre-Dame. Construit en 1893 dans un terrain au nord de la « grande plage », la villa Notre-Dame est d'abord un centre de soin pour la congrégation religieuse Saint Charles basée à Angers. Vers 1900, le nantais Pierre Waldeck-Rousseau, alors président du Conseil, y suit une « cure de bains chauds d'eau de mer ». Après la Première Guerre mondiale, l'écrivain René Bazin y séjourne quelque temps. En 1910, elle s'ouvre aux autres malades et devient un sanatorium, un établissement médical spécialisé dans le traitement de la tuberculose. Après avoir été occupé par l'armée allemande pendant la Seconde Guerre mondiale, le centre s'agrandit dans les années 1950 avec la construction d'un pavillon « Lazaret » et d'un « pavillon des enfants ». Une association à but non lucratif est mise en place pour en assurer la gestion. Ce sanatorium devient dans les années 1970 un centre de réadaptation fonctionnelle de 90 lits. Intégré au service public hospitalier en 2000, il est géré par les Mutuelles de Vendée à partir de 2007. En 2010, 23 lits en rééducation fonctionnelle sont transférés vers Nantes mais ces départs doivent être compensé par l’ouverture de 15 lits en soins.
En mars 2021, pour pallier le manque de médecins généralistes, la ville met en place un Centre Municipal de Santé, en collaboration avec l'association "La Fabrique des Centres de Santé" accueillant à partir du mois de juillet 3 médecins salariés. Selon une étude, près de 10% des habitants n'avaient pas de médecins référents avant l'ouverture de ce centre.

### Sports et loisirs
Multiplexe aquatique
Rue de la Rabalette, la commune accueillait une piscine intercommunale de la Soudinière dotée entre autres d'un bassin de 25 par 10 mètres.
Elle a été remplacée par un équipement intercommunal : le Multiplexe aquatique du Pays de Saint Gilles Croix de Vie, 4 rue du Guitton, à Saint Hilaire-de-Riez. Inaugurée en 2017, son architecture a reçu le 1er prix de la plus belle piscine municipale du monde lors du POOL DESIGN AWARDS 2018 les 17 et 20 novembre 2018.

#### Nautisme

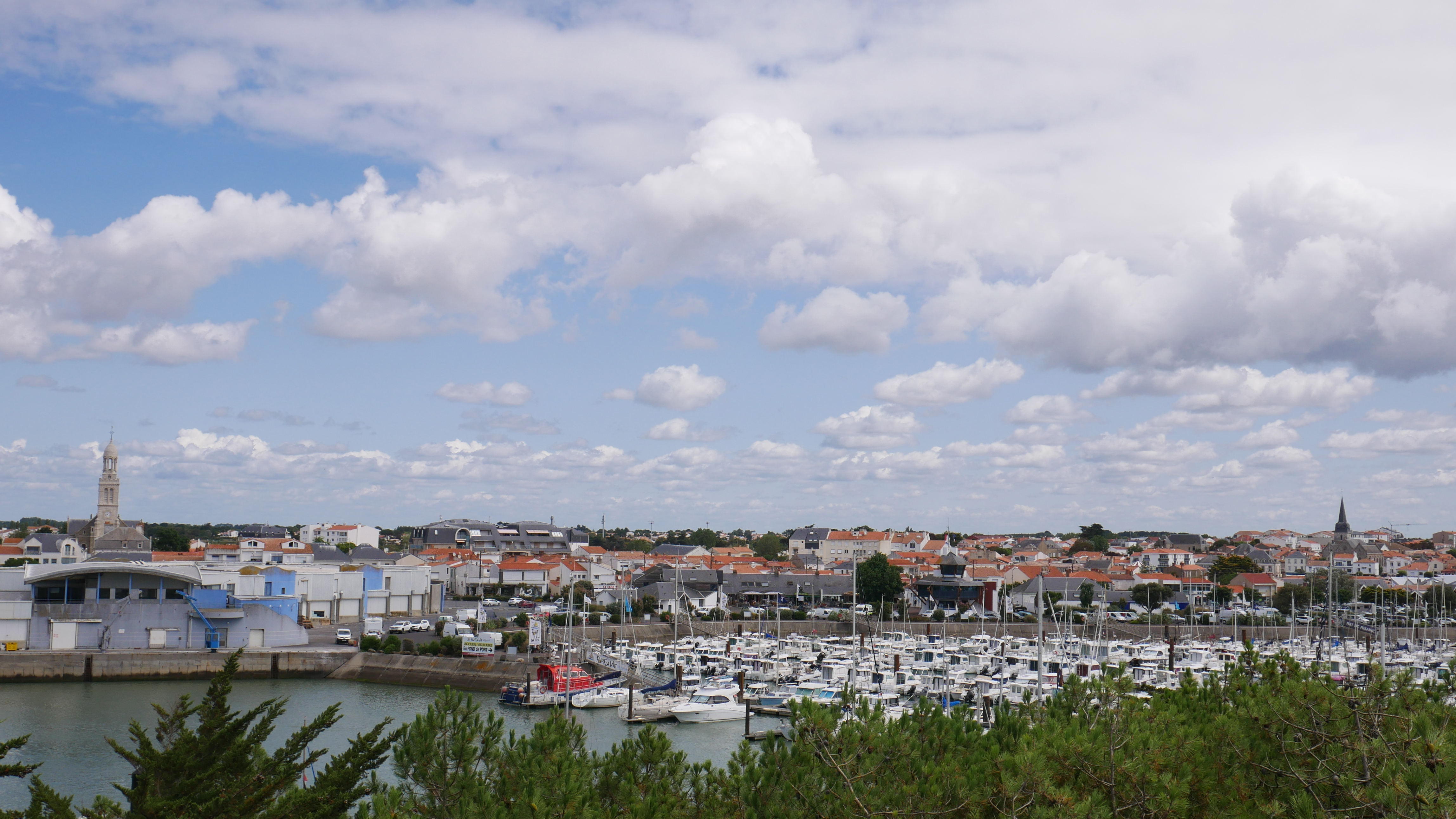
Vue globale de Saint-Gilles-Croix-de-Vie, avec Port la Vie au premier plan.

La « Semvie Nautisme » propose diverses activités de sport de loisir liées au monde maritime dans sept sites différents dont quatre dans la commune :
- l'école de surf est située à la « grande plage », côté Saint-Gilles ;
- les cours de char à voile se déroulent au niveau de la jetée de la Garenne à la « grande plage » ;
- l'école de voile est située à la « plage de Boisvinet », côté Croix-de-Vie ;
- l'école de croisière est basée au port de plaisance « Port la Vie » ;

D'autres activités sont organisées dans les communes voisines de Saint-Hilaire-de-Riez et Brétignolles-sur-Mer.
Depuis 1997, le port accueille tous les deux ans le « Vendée-Défi », une course contre la montre consistant en un aller-retour entre Saint-Gilles-Croix-de-Vie et L'Île-d'Yeu.
De plus, Saint-Gilles-Croix-de-Vie accueille à trois reprises la Solitaire du Figaro. En 2004, elle est la ville d'arrivée de la 2e étape en provenance de Portsmouth (Royaume-Uni) et de départ de la 3e étape en direction de Gijón (Espagne). En 2006, elle est la ville d'arrivée de la 2e étape en provenance de Santander (Espagne) et de départ de la 3e étape en direction de Dingle (Irlande). En 2009, pour la 40e édition de cette course à la voile en solitaire, elle est la ville d'arrivée de la 2e étape en provenance de La Corogne (Espagne) et de départ de la 3e étape en direction de Dingle (Irlande).
Enfin, dans le cadre du Championnat de France de course au large en solitaire, la ville accueille[précision nécessaire] la « Route du Ponant » un parcours de 300 milles autour des îles de Ré, d'Yeu, de Belle-Île-en-Mer et de Groix. Mi-mai 2010, la commune accueille le départ du Vendée-Saint-Pétersbourg, une régate en multicoque 50 pieds.
Par ailleurs, depuis juin 2010, Saint-Gilles-Croix-de-Vie accueille centre de formation sportive et professionnelle de navigateurs de course à la voile, le Pôle Vendée France.

## Économie
Saint-Gilles-Croix-de-Vie a une économie diversifiée mais tournée vers la mer comme les autres communes littorales de l'arrondissement des Sables-d'Olonne.
La pêche et le tourisme sont deux activités importantes, qui dopent d'autres secteurs tels que la construction navale, la restauration ou encore l’hôtellerie.

### Activités portuaires
Une installation portuaire, le « quai de la Barre », est évoquée pour la première fois dans des documents de la fin du XVIe siècle. Après la construction dans les années 1600 du « grand môle » et le « quai neuf de Madame » long respectivement de 32 et 39 mètres, un éperon (ouvrage en pointe qui sert à rompre le cours de l’eau) de 97 mètres est bâti à la fin du XVIIe siècle avant un autre, le « petit môle » en 1805-1810.

#### Pêche

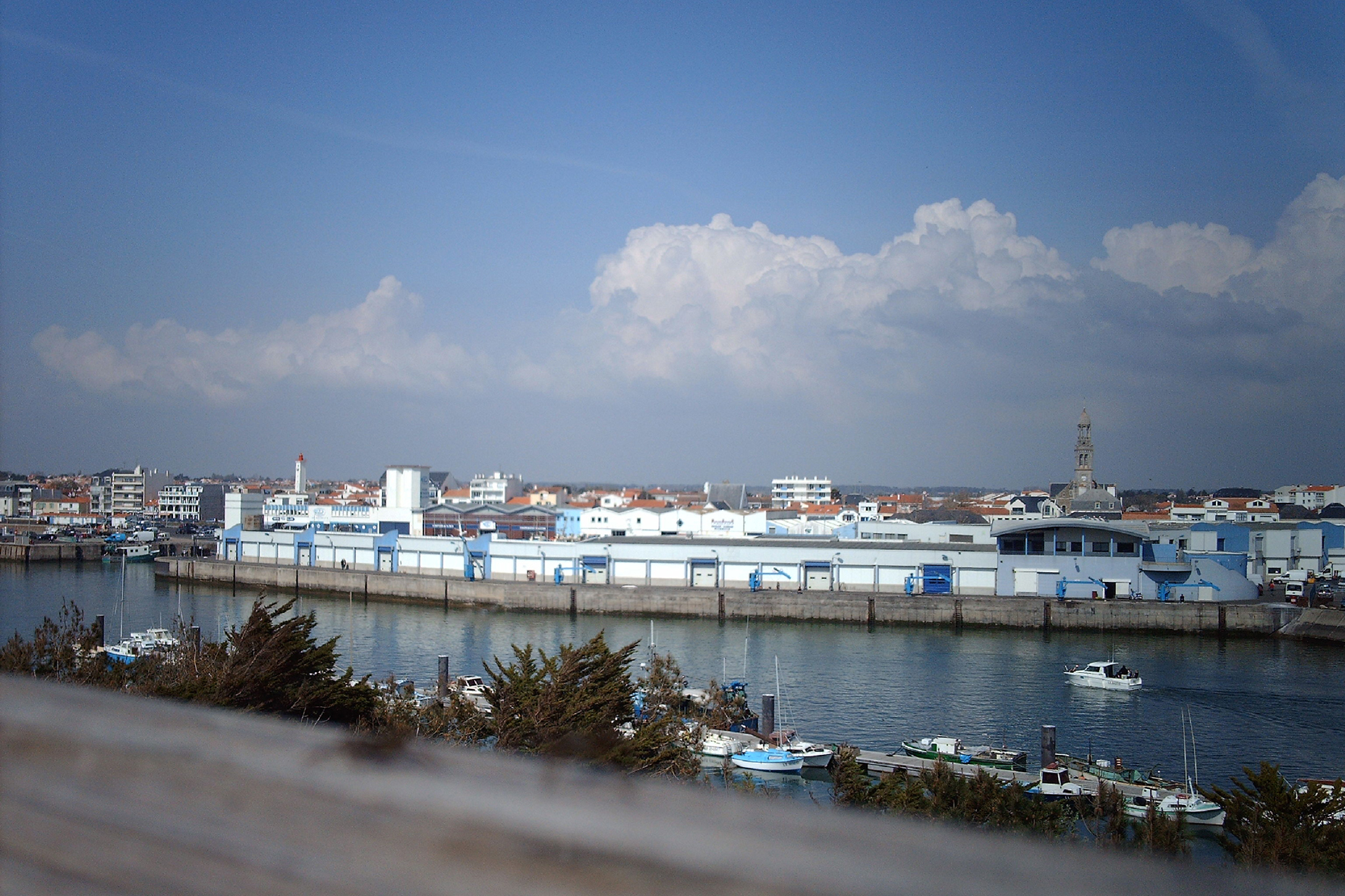
La criée du port de pêche en avril 2007.

Géré par la Chambre de commerce et d'industrie de la Vendée à partir de 1945, le port de pêche est modernisé dans les années 1990, avec notamment la mise aux normes européennes de la criée d'une surface de 3 000 m2. Le centre des marées s'étend sur 6 000 m2 au sol (9 000 m2 sur deux niveaux) avec treize ateliers de mareyage.
Il compte deux darses de quatre hectares (bassins rectangulaires pour l'accostage des navires datant respectivement de 1948-1950 et de 1978) et un slipway (pente douce), abrité par une jetée de 250 m. Une poissonnerie est construite après des incidents en 1873 entre pêcheurs et conserveurs : les premiers reprochent aux seconds de fixer arbitrairement les prix et de répartir les cargaisons de poissons à leur avantage. À partir de 1888, tous les poissons transitent obligatoirement par la criée.
Le port de pêche a une longue tradition dans la pêche à la sardine qui remonte au XVIIIe siècle. À partir des années 1630, les pêcheurs pratiquent surtout la pêche à la morue, avant que ce poisson ne se fasse plus rare et que les pirates deviennent plus nombreux à menacer les marins.
Le XIXe siècle constitue l'apogée de cette activité autour de « l'ortolan des mers » avec l'arrivée d'une nouvelle technique de conservation mise au point par Nicolas Appert. La première conserverie mettant en boîte principalement des sardines apparait entre 1828 et 1832, la première usine en 1847. En 1852, la commune compte deux conserveries, quatre en 1870 puis dix en 1880 et treize en 1888 avant le déclin de cette activité : Saint-Gilles-Croix-de-Vie ne compte plus que six conserveries en 1909 et deux en 1999,. En 2001, la conserverie Gendreau, créée en 1903, obtient le label rouge : la sardine est le premier animal sauvage en boite à obtenir cette distinction et Saint-Gilles-Croix-de-Vie devient alors un « site remarquable du goût ».
Après une série de mauvaises campagnes de pêche entre 1879 et 1887, les marins se reconvertissent dans la pêche au thon. Cette activité connaît son apogée dans les années 1960 où 147 marins travaillent dans 26 thoniers.
En 1814, le port de Saint-Gilles compte huit navires de 25 à 50 tonneaux et vingt-cinq chaloupes destinées à la pêche à la sardine, puis soixante-dix chaloupes en 1870 et deux cent dix en 1879. En 1990, cent vingt quatre navires ramènent 8 000 à 10 000 tonnes de poissons par an contre 1 000 à 2 000 tonnes récoltées par deux cents navires en 1929. Quatorzième port français en 2007, Saint-Gilles-Croix compte près de 70 navires de pêche, dans lesquels travaillent près de 160 marins. En 2009, la sardine fait toujours vivre 300 familles, selon le maire de la commune.
En 2007, la sardine est de loin la principale espèce vendue à la criée (1 250 tonnes) devant le merlan (295 tonnes), le congre (240 tonnes) et le bar (185 tonnes). Au total, 3 807 tonnes de poissons représentant plus de 9,5 millions d'euros sont vendus à Saint-Gilles-Croix-de-Vie contre 6 938 tonnes (plus de 16,1 millions d'euros) en 2004. La pêche à l'anchois est arrêtée à partir de 2005 à la suite de restrictions au sein de l'Union européenne : ce poisson génère alors 60 % des revenus du port, le deuxième le plus important de France pour ce poisson.
En 2018, la pêche à la sardine à Saint-Gilles-Croix-de-Vie a été intégrée à l'inventaire du patrimoine culturel immatériel en France.

#### Plaisance «Port La Vie»

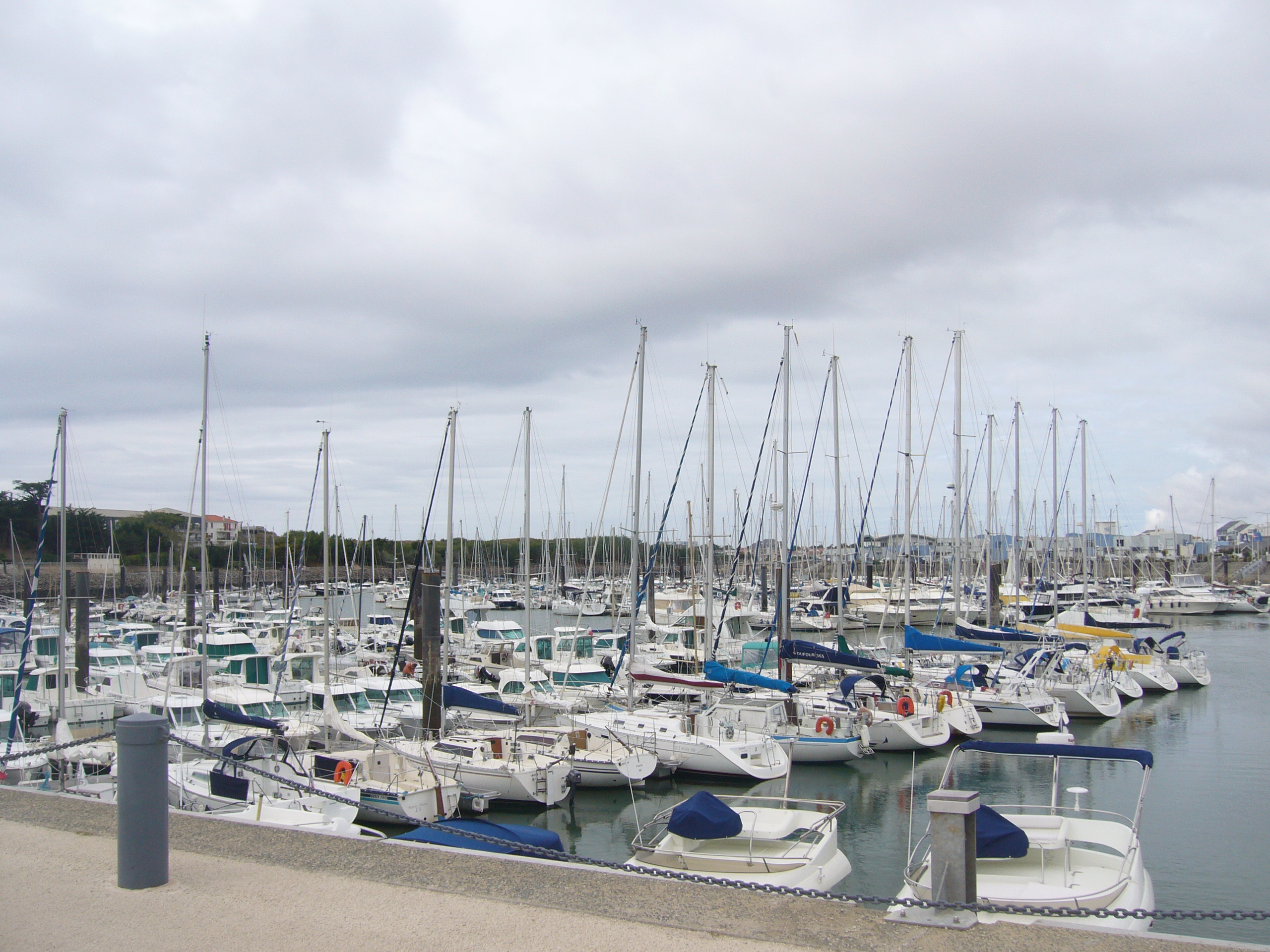
Le port de plaisance « Port La Vie » côté Saint-Gilles en septembre 2007.

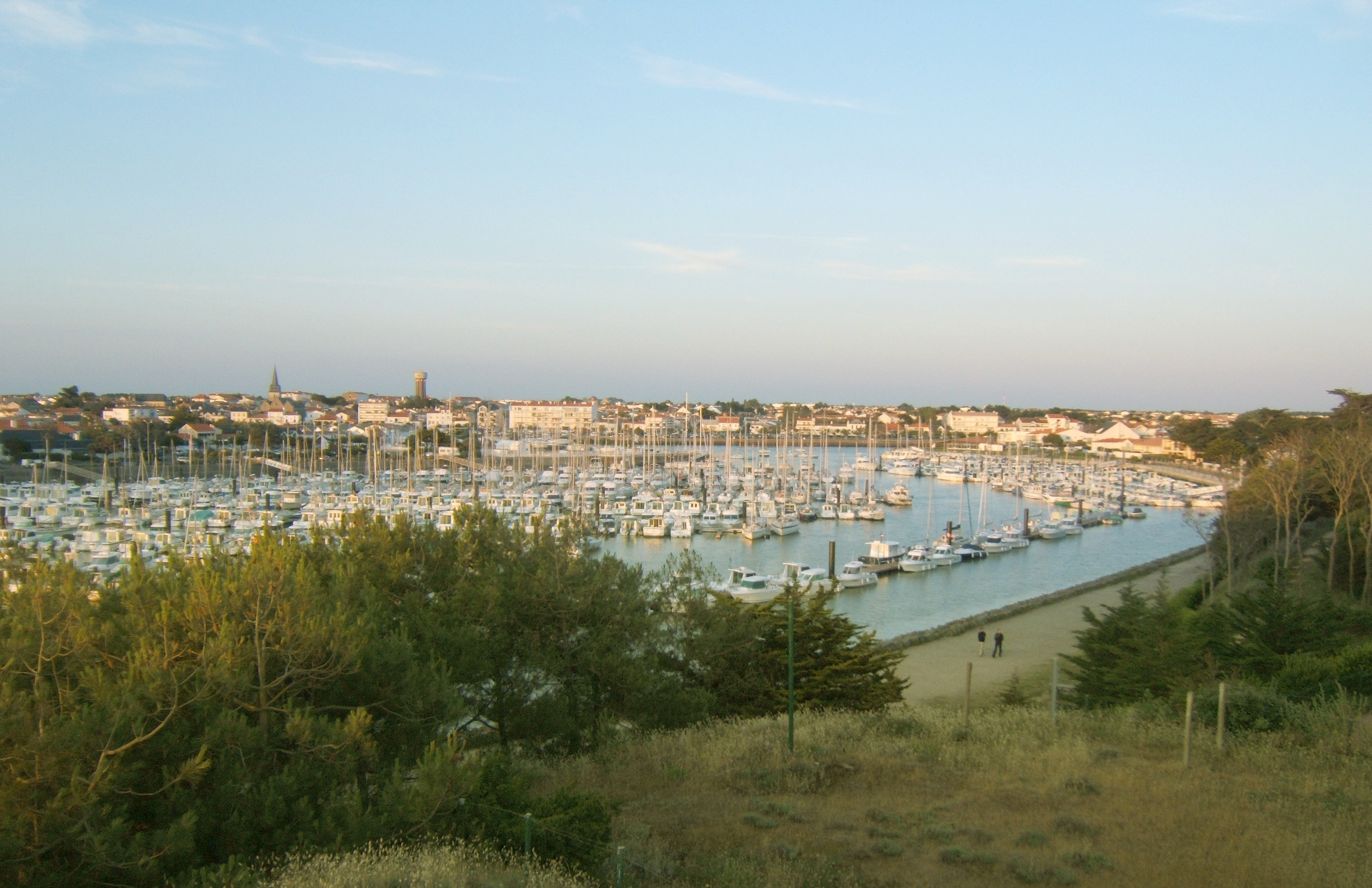
« Port La Vie », le port de plaisance, un soir de juin 2007 depuis la dune de la Grande Plage. Au premier plan, la promenade Marie de Beaucaire.

Dans les années 1960, la plaisance se développe parallèlement à la pêche. La municipalité décide en 1971 d'aménager un port de plaisance dans l'embouchure de la Vie, alors occupée par une vasière. La première pierre est posée en octobre 1974.
Géré depuis 1981 par la société d'économie mixte SEMVIE (SEMIPORT jusqu'en 1985), « Port La Vie » se définit comme un « port de plaisance en eau profonde accessible à toute heure de la marée ».
Géré par une capitainerie, il compte en 2009 onze pontons (numérotés de 0 à 10) : neuf sont situés du côté de Croix-de-Vie, deux du côté de Saint-Gilles. Une aire de carénage mis en service en 1997 permet le nettoyage de la partie habituellement immergée de la coque des navires.
En 1985, le port dispose de 600 places dans ses pontons et 100 autres dans des filières. Après une nouvelle extension achevée en juin 2009, le port compte 1 000 anneaux auxquels s'ajoutent 100 places d'accueil. À la fin des années 2000, 3 500 bateaux s'y amarrent par an.
Deux pontons (no 7 et no 8) peuvent être mobilisés pour accueillir des courses à voile, comme la Solitaire du Figaro.

### Construction navale

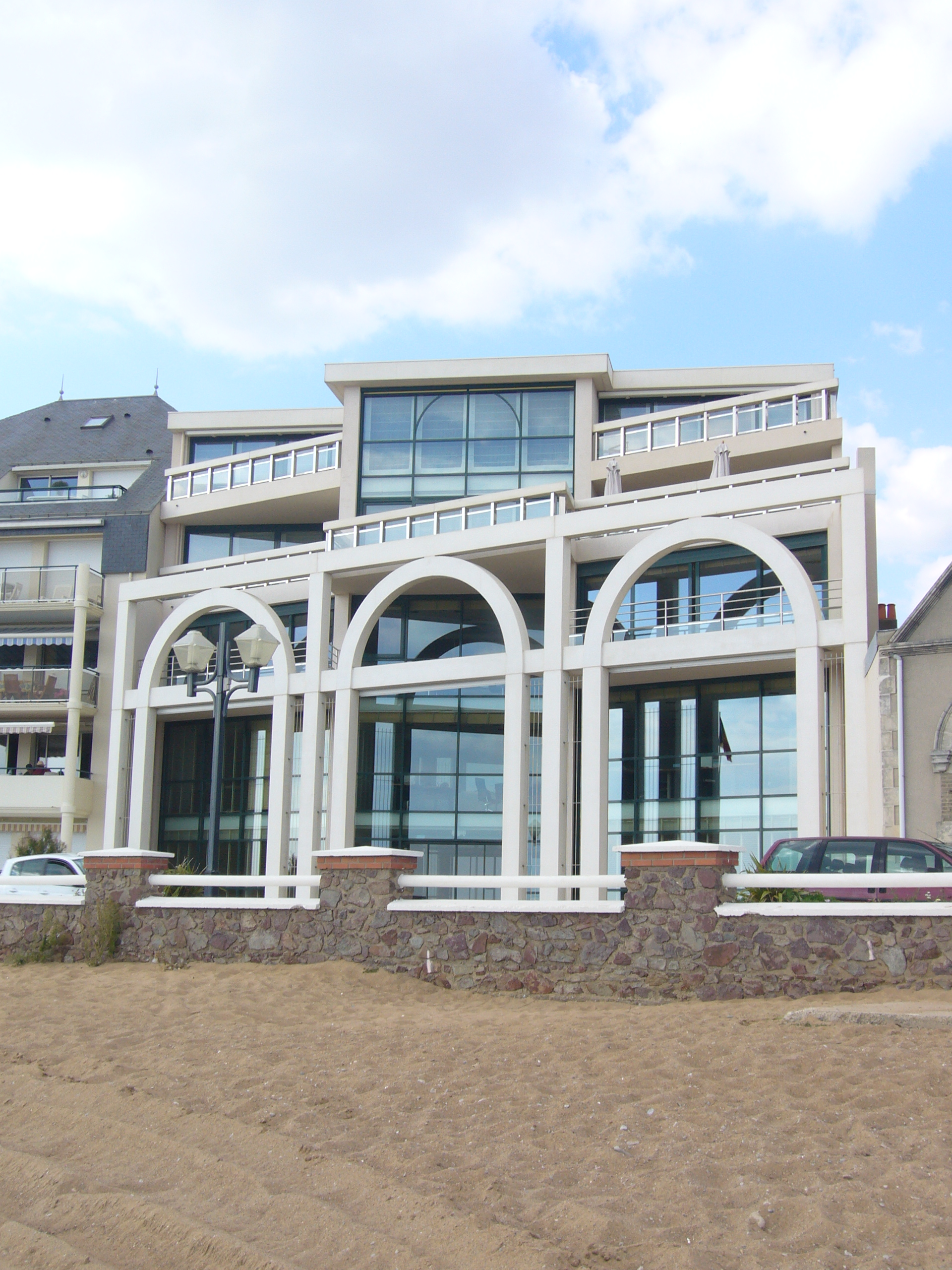
Siège du groupe Bénéteau à Saint-Gilles-Croix-de-Vie (16, boulevard de la Mer) en septembre 2007.

La construction navale est une activité économique importante dans la commune, incarnée par la présence depuis 2003 du siège du groupe Bénéteau, spécialisé dans la construction de bateaux de plaisance, de voiliers de luxe et de mobile-homes. Le siège des chantiers Bénéteau est quant à lui situé à Saint-Gilles-Croix-de-Vie.
Les premiers bateaux de la marque devenu leader mondial dans le domaine des bateaux à voile sont fabriqués à Croix-de-Vie en 1884. Sur la rive droite de la Vie, Benjamin Bénéteau fonde son premier chantier naval artisanal pour construire des chalutiers à voile pour les marins-pêcheurs puis des thoniers à moteur.
Début 2009, l'Institut national de la statistique et des études économiques explique notamment par cette présence historique du groupe Bénéteau dans la commune le fait que la région Pays de la Loire compte au total 9 000 salariés dans le secteur de la construction navale, dont un peu moins de la moitié des 9 500 personnes travaillant en France dans la construction de bateaux de plaisance.

### Tourisme
La station balnéaire dispose au total d'une capacité d'hébergement de 35 000 personnes (essentiellement en résidence secondaire) : sa population de 7 000 habitants pendant l'année est quadruplée en été, voire multipliée par dix en comptant les personnes de passage.
Depuis 1993, des visites commentées de la ville, des marais et de la corniche sont proposées en petit train circulant sur pneus.

### Autres
La saliculture est relativement importante dans tout le canton de Saint-Gilles-Croix-de-Vie, particulièrement dans la commune de Saint-Hilaire-de-Riez. Les premiers marais salants remontent au VIIe siècle voire à l'époque gauloise.
Entre autres commerces, la ville dispose de deux hypermarchés : un Super U et un E.Leclerc (remplacé en mai 2010 par un autre magasin plus grand et moderne).
Saint-Gilles-Croix-de-Vie obtient trois fleurs au palmarès 2008 (publié début 2009) du Concours des villes et villages fleuris.

## Culture, patrimoine et tourisme

### Patrimoine religieux catholique

#### Église Saint-Gilles

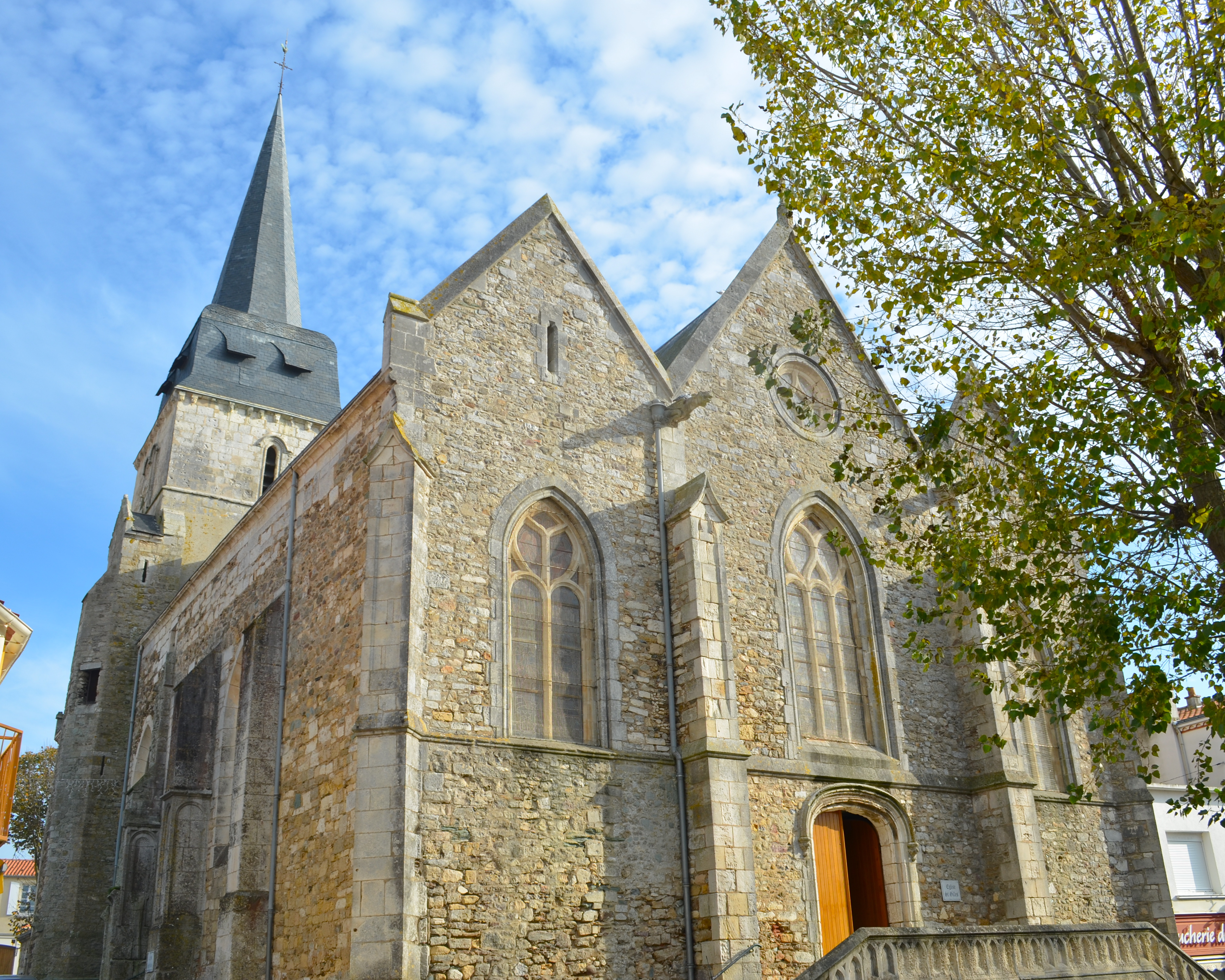
Église Saint-Gilles en novembre 2011.

Construite au IXe siècle pour les moines de Saint-Michel-en-l'Herm ou de Saint-Gilles-du-Gard, une première église fortifiée est détruite pendant les guerres de Religion, à l'exception du clocher et du côté droit de la nef. Ce bas-côté nord et le clocher sont classés monument historique en 1926.
Reconstruite en 1613, l'église Saint-Gilles est restaurée en 1873 puis en 1977. Dans le bas-côté nord, un vitrail du XVIIe siècle, Victoire de Louis XIII sur l'armée de Sourise près de Saint-Gilles – 16 avril 1622, représentant une bataille des guerres de Religion en France dans les marais vendéens, est classé en 1927 puis déclassé. L'église contient aussi une copie du tableau La Vierge au Lapin de Titien exposée au musée du Louvre : cette copie est peinte en 1900 par Charles Atamian (1872 - 1947) puis donnée par la famille du peintre en avril 1993. Un chemin de croix, composé de quatorze tableaux et d'une fresque en plaque de lave, est réalisé en 1979 par l'artiste local Henry Simon.

#### Église Sainte-Croix

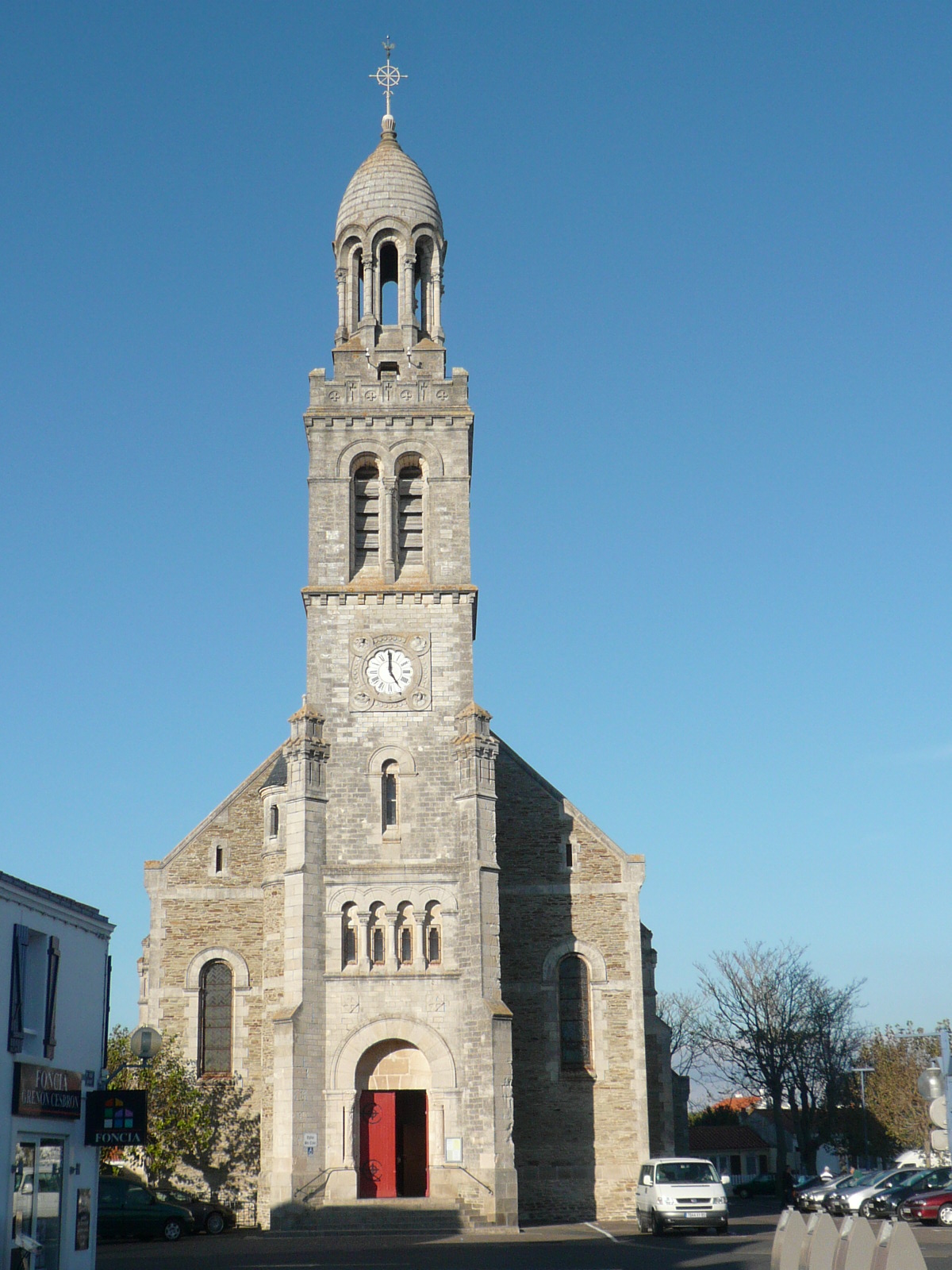
Église Sainte-Croix en octobre 2008.

D'architecture néo-byzantine et bâtie au XIXe siècle, l'église Sainte-Croix de Croix-de-Vie est restaurée en 1983. Elle compte notamment une imposante chaire réalisée par Léon des Ormeaux, le tableau La déposition de croix, peint à l'huile en 1895 par Charles Milcendeau (1872 - 1919) et classé monument historique en 1985, ainsi qu'une croix et sa hampe de procession (2,4 mètres de haut et 40 cm de large) datant du XVIIe siècle et classée en 1975.
La première chapelle bâtie de 1611 à 1613 sous l'impulsion de Marie de Beaucaire est agrandie au XIXe siècle avec la construction de deux chapelles latérales et d'un clocher. En 1896, l'église Sainte-Croix est bâtie selon les plans de l'architecte Mesnard sur un axe nord-sud afin de « dégager la place du marché », le cimetière étant alors déplacé vers son emplacement quai Gorin.
L'église Sainte-Croix comporte aussi un orgue construit en 1982 par Philippe Emeriau et installé en 1983, propriété de la commune. Avec dix-neuf jeux (dont sept installés en 1993), une tuyauterie en étain et en plomb, en bois pour les pédales et la 1re octave des claviers manuels, « l'instrument est harmonisé dans un tempérament légèrement inégal (8 quintes justes) et son esthétique sonore est plutôt baroque allemande » indique la paroisse. Un tableau La Vierge et l'enfant Jésus adorés par les Saints par De Bury d'après Titien envoyé par l'État en 1898 est également présent, tout comme une statue en bois de Notre-Dame-du-Bon-Port, sauvegardée de l'ancienne chapelle.

### Monuments et sites touristiques

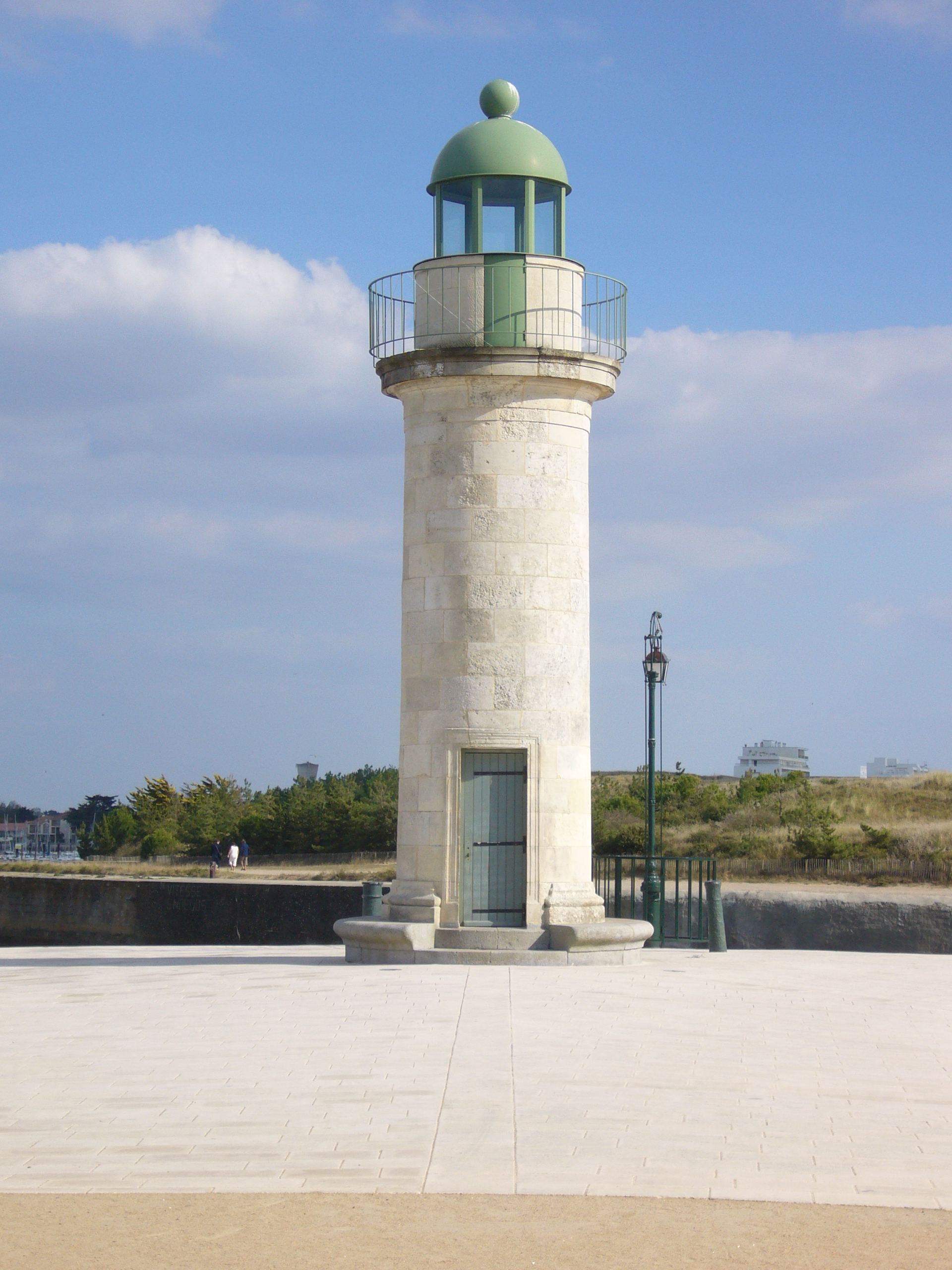
La petite tour dite « Tour Joséphine » en septembre 2007.

Nommée en hommage à Joséphine de Beauharnais (1763 - 1814), impératrice des Français, la tour Joséphine est le premier phare de la ville. De 8 mètres de haut, il comporte une lanterne de 3,5 mètres. Construite au début des années 1850 après une demande formulée en 1837 par 16 capitaines du port de Croix-de-Vie, cette tour est mise en service en 1852 jusqu'en 1880, puis restaurée en 2001 par le Conseil général de la Vendée. Un jardin public autour de cette tour est ouvert en 2003.

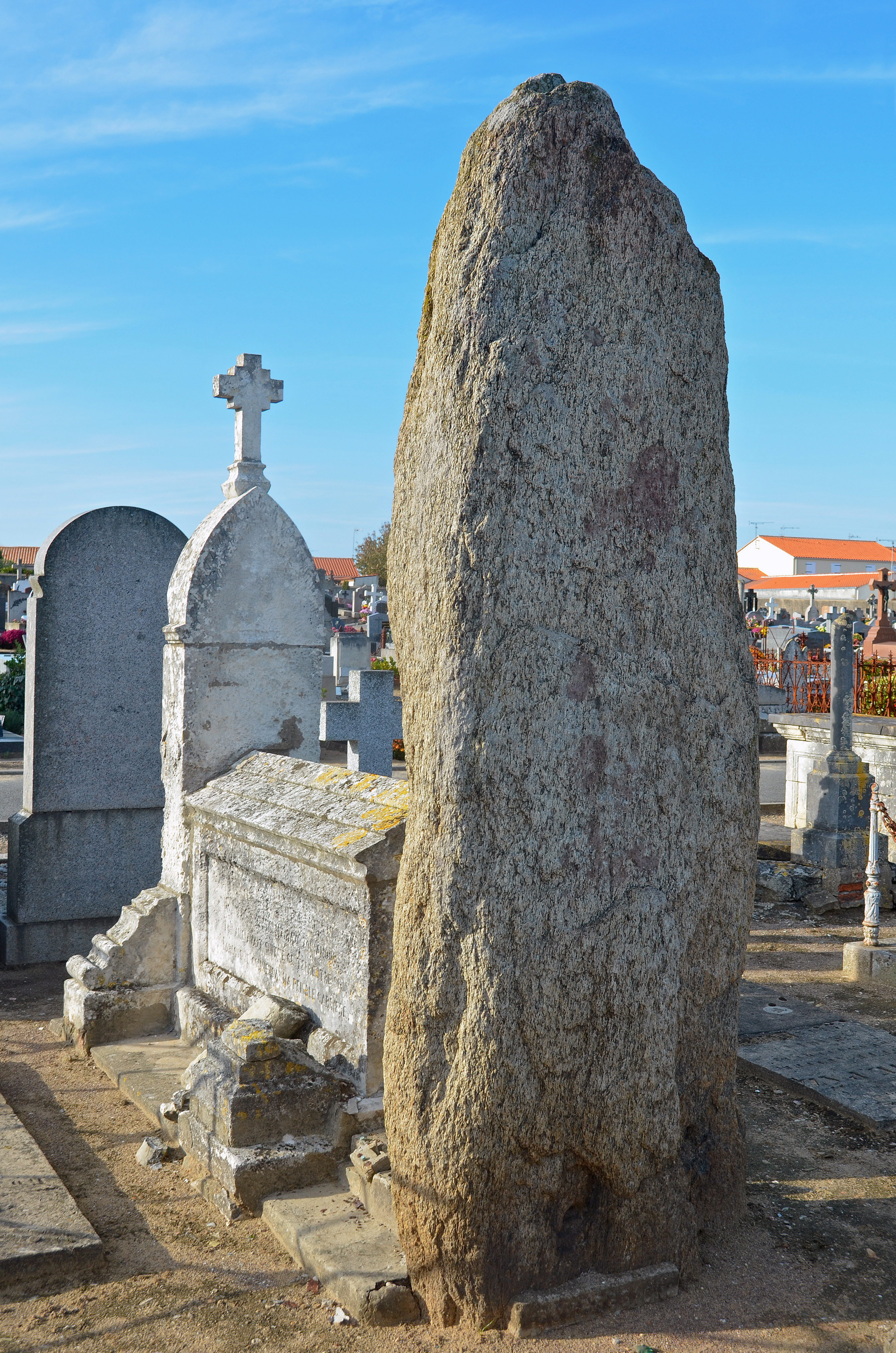
Le menhir de la Tonnelle au sein du cimetière de Croix-de-Vie en novembre 2011.

Datant du Néolithique, le menhir de la Tonnelle, situé dans le cimetière de Croix-de-Vie (autrefois dans la commune de Saint-Hilaire-de-Riez), est classé par arrêté en 1921. La tombe du docteur Marcel Baudouin, qui a fait installer le menhir à cet endroit, se trouve à proximité.
La maison du pêcheur reconstitue l'habitation typique d'une famille de marins des années 1920. Bâti en 1913 et ouvert au public en 1993, ce bâtiment de deux pièces auquel s'ajoute une cour est équipé de meubles, vaisselles et vêtements d'époque. Il est situé rue du Maroc, dans un quartier qui doit son nom aux Maures d'Espagne, les « Marocains » arrivés dans la cité au XVIe siècle.

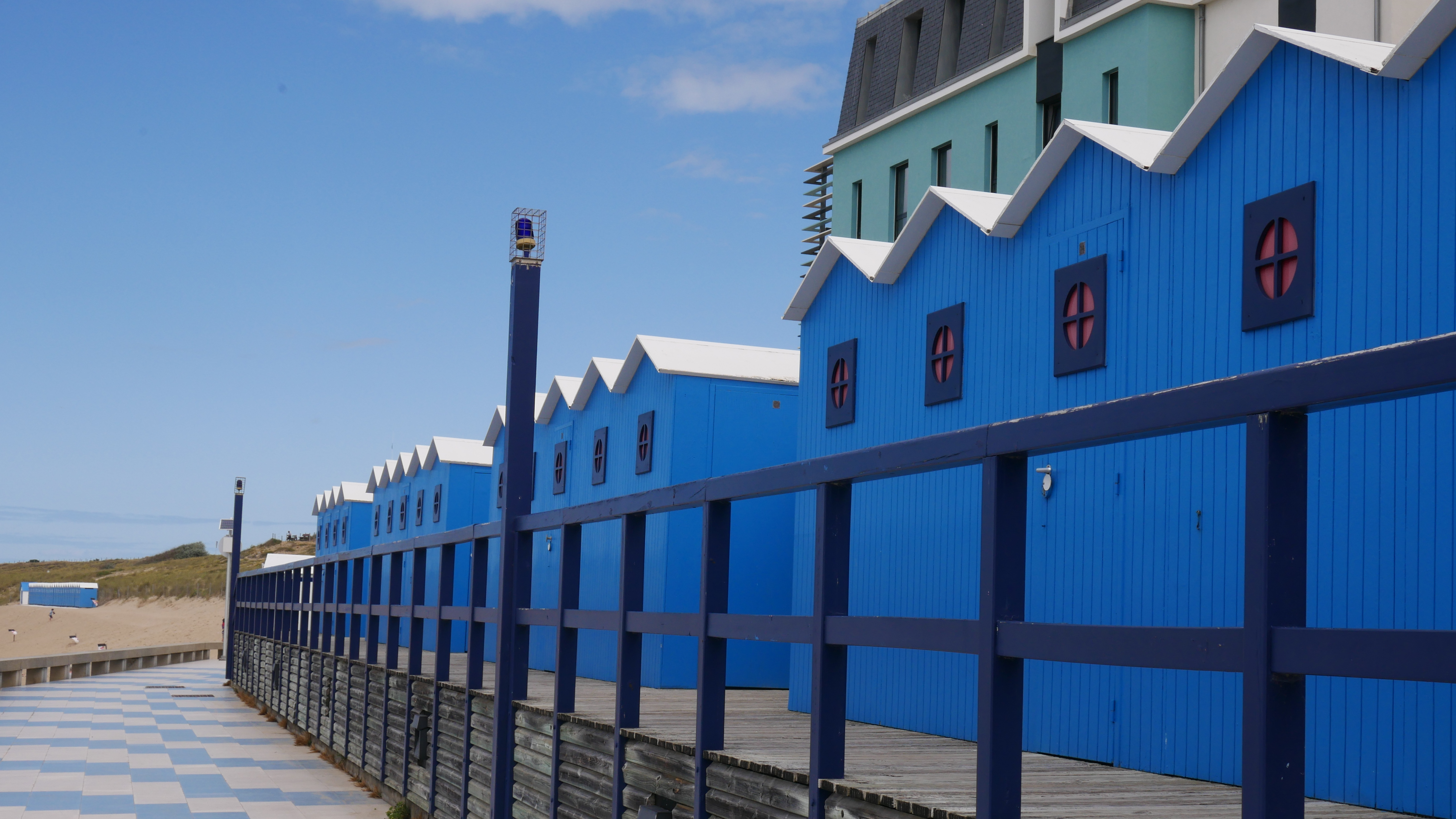
Cabines de plage au remblai de la « grande plage » côté Saint-Gilles (avenue Maurice-Perray) en juillet 2019.

#### Plages
La station balnéaire de Saint-Gilles-Croix-de-Vie compte quatre plages :
- La « grande plage », côté Saint-Gilles, est une longue plage de sable fin orientée vers l'ouest et s'étirant sur 3,6 kilomètres de la jetée de la Garenne jusqu'à Bretignolles-sur-Mer. Au centre, un remblai aménagé compte de nombreux bars et restaurants. Au nord et surtout au sud s'étend une dune côtière balisées par divers chemins.
- La « plage de Boisvinet », côté Croix-de-Vie, est orientée vers le sud, relativement bien abritée, et située entre la jetée du port et la corniche vers Saint-Hilaire-de-Riez.
- La « petite plage », à l'est de la précédente, est située à l'entrée du port au niveau de la tour Joséphine.
- La « plage de la Pelle à Porteau », à l'ouest de la « plage de Boisvinet », est en fait une crique au niveau la corniche vers Saint-Hilaire-de-Riez, prisée par les amateurs de pêche à pied.

À la « grande plage » et la « plage de Boisvinet », la baignade est surveillée en saison par des CRS.
La « grande plage » est appréciée des surfeurs pour ses vagues, tandis que les amateurs de voile disposent d'un chenal à la « plage de Boisvinet » pour rejoindre le large.

#### Jetées
Le port de Saint-Gilles-Croix-de-Vie est protégé par deux jetées : celle de la Garenne avance de la dune éponyme vers le sud-ouest tandis que celle de Boisvinet referme en partie l'entrée du port suivant un axe quasiment nord-sud.
La jetée de la Garenne est construite par étapes à partir du XIXe siècle. Auparavant, l'entrée du port est souvent obstruée par des bancs de sable, ce qui incite à réduire la largeur du chenal par un ouvrage d'art susceptible d'accroître la force de chasse des eaux à la marée descendante.
Entre 1837 et 1840, un premier tronçon de la jetée de la Garenne est bâti sur 160 mètres. Après le surplus de sable apporté par la tempête de 1865, l'ouvrage est prolongé entre 1867 et 1880 sur 400 mètres, dont 100 mètres au-delà de la laisse, l'espace laissé à découvert à chaque marée basse. De 1957 à 1958, la jetée de la Garenne est reconstruite après les dégâts subis pendant la Seconde Guerre mondiale en gagnant 45 mètres supplémentaires. Enfin, en 1989, elle est prolongée une troisième fois sur 250 mètres.
La jetée de Boisvinet est construite entre 1880 et 1883.

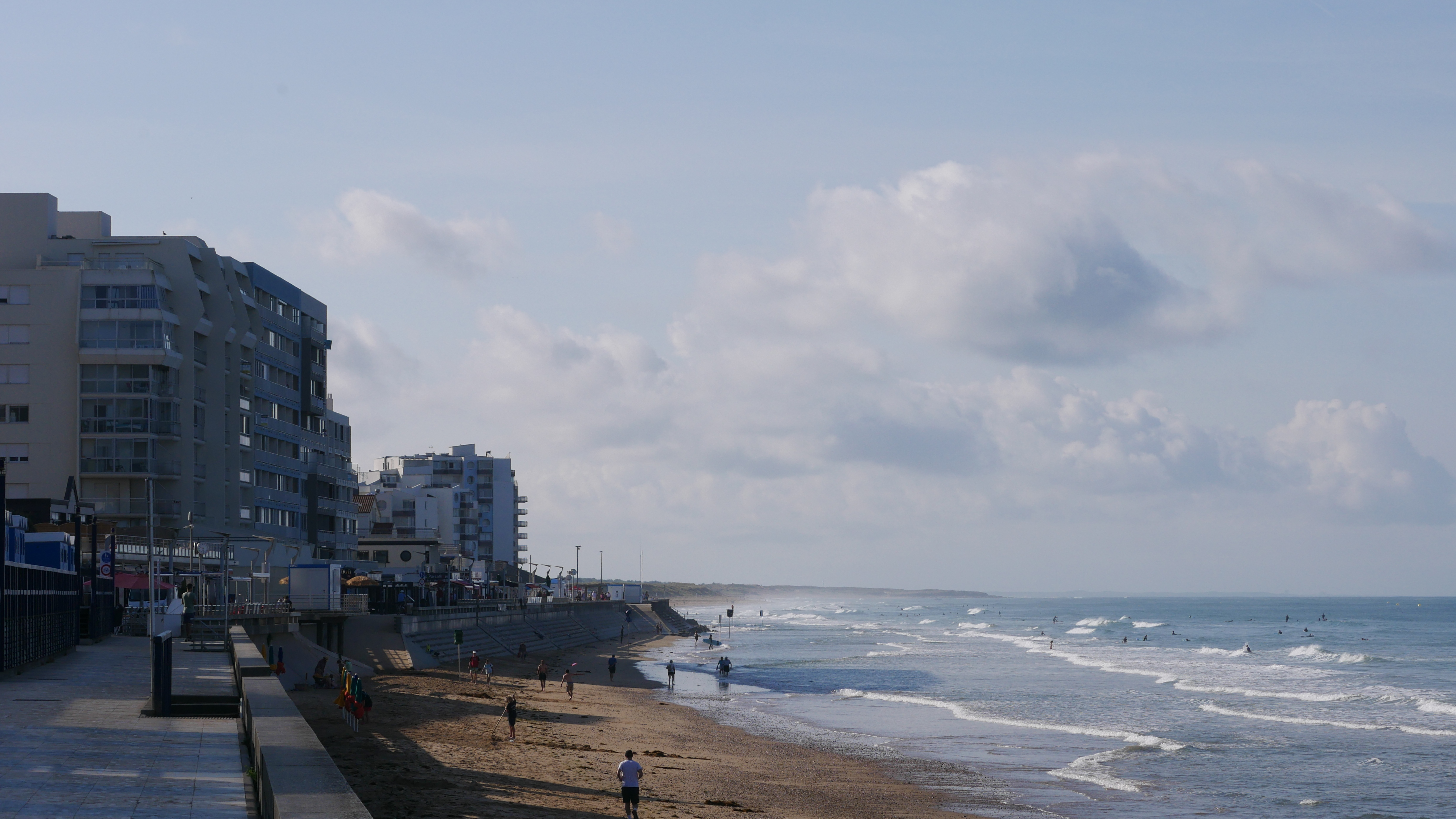
Le remblai (avenue Maurice-Perray) et la « grande plage » côté Saint-Gilles en juillet 2019.

#### Remblai et phares
En 1925, des fonds privés permettent la construction d'un remblai à Saint-Gilles-sur-Vie entre la villa Notre-Dame et le chalet « La Plage » sur 170 mètres le long de la « grande plage ». Au sud de celui-ci, un deuxième remblai est construit sur 205 mètres avec le financement de l'association syndicale de la Garenne de Retz. Ces deux ouvrages sont reliés en 1962 par un remblai de 130 mètres bâti par la commune, l'ensemble étant prolongé en 1966 sur 325 mètres puis en 1977-1978 sur 177 mètres.
Outre la Tour Joséphine en service au XIXe siècle, la commune compte « le feu de Grosse-Terre » au nord, un phare blanc surmonté d'un balcon rouge en centre-ville, et un phare au bout de la jetée de la Garenne.

### Patrimoine culturel

#### Équipements culturels

##### Cinéma
Inauguré le 14 avril 2004 sous le parrainage du réalisateur Jean-Jacques Annaud, le multiplexe Cinémarine compte quatre salles de cinéma de 97 à 333 places. Ouvert toute l'année et tous les jours (sauf le jeudi en dehors des vacances scolaires), il est accessible aux personnes à mobilité réduite.

##### Salle de spectacle et d'exposition
Ancienne usine de mise en conserve de la sardine située côté Croix-de-Vie, La Conserverie est un complexe culturel comportant une salle de spectacle, une salle annexe pour les réunions et les réceptions ainsi qu'une bibliothèque municipale installée dans l'ancien local affecté au séchage des poissons. Racheté par la commune en 1968, ce bâtiment datant de 1850 accueille les services techniques de la ville pendant quinze ans avant d'être abandonné. Après des tergiversations quant à son usage possible, le site est rénové et inauguré en complexe culturel en 1988,.

#### La Confrérie de la sardine
Créée en 1991, la Confrérie de la sardine est une confrerie associée à ce poisson devenu une spécialité de Saint-Gilles-Croix-de-Vie. Dirigé par un grand maître, elle entend « valoriser les produits de la mer à travers la sardine et promouvoir la station balnéaire ».
Le navigateur Michel Desjoyeaux, l'actrice Isabel Otero ou l'homme politique François Fillon font partie des personnalités intronisées par cette confrérie.

#### «Le Hope»
« Le Hope » est un gréement, plus précisément un bateau de pêche de type caseyeur destiné à capturer crevettes, langoustes et autres homards dans ses nasses. D'une longueur totale de 14 mètres sur près de 4 mètres de large au maître-bau, ce navire à voile est construit en 1943 dans les chantiers Thomazeau de Croix-de-Vie. Désarmé à la fin des années 1960, il est acheté une vingtaine d'années plus tard par la mairie de Saint-Gilles-Croix-de-Vie avant d'être classé monument historique en janvier 1998. Tout comme la maison du pêcheur, il est géré par l'association Suroit.

#### Événements et festivités
Depuis 1984, le festival international de jazz « Saint-jazz-sur-Vie » se déroule tous les ans durant le week-end de Pentecôte.

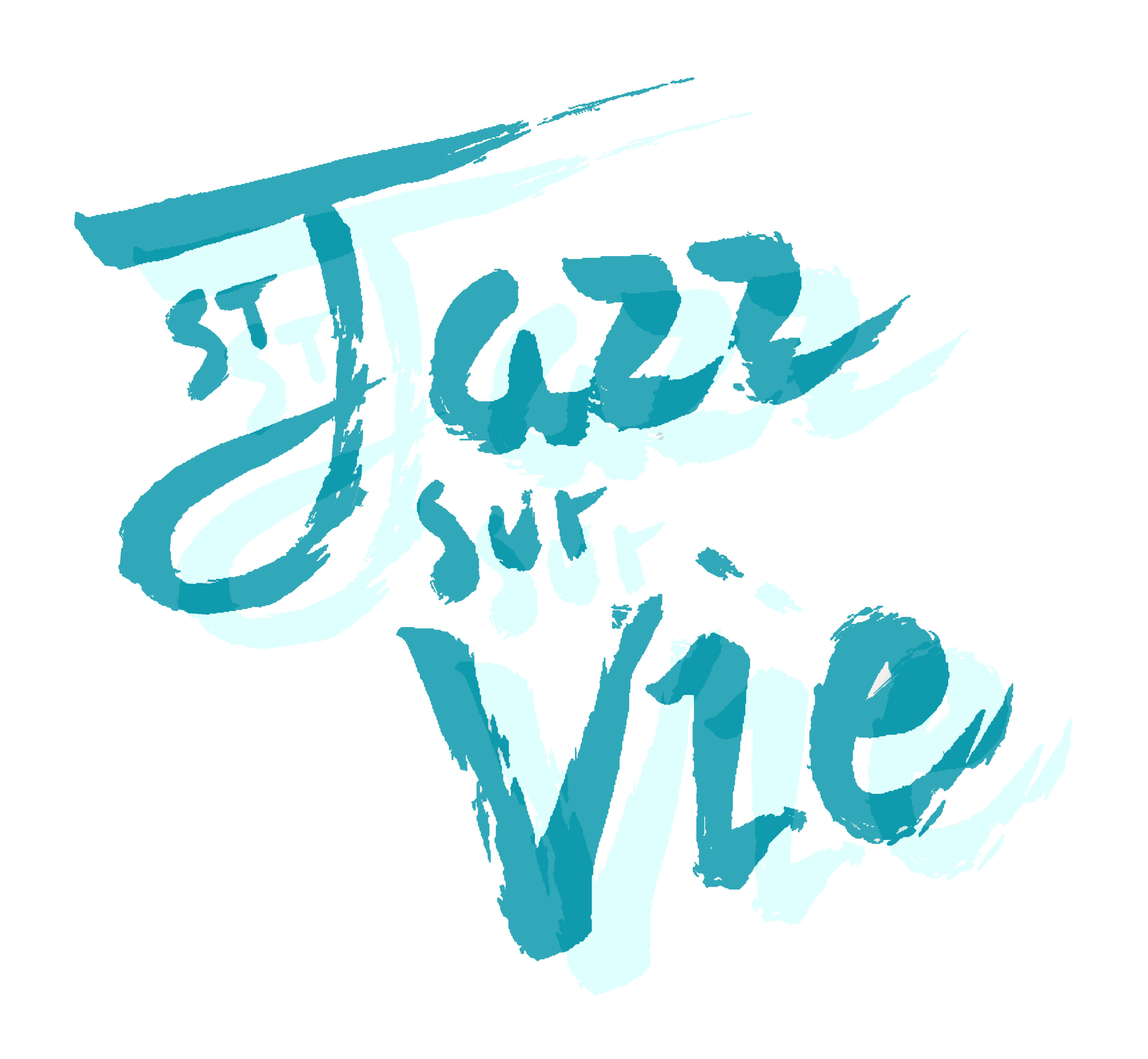

Depuis 1993, Saint-Gilles-Croix-de-Vie est animée au printemps et en été par le festival « La Déferlante ». Diverses manifestations culturelles gratuites sont organisées par l'association éponyme dans neuf stations balnéaires de la région Pays de la Loire : Saint-Brevin-les-Pins, Pornic, Barbâtre, Notre-Dame-de-Monts, Saint-Jean-de-Monts, Saint-Hilaire-de-Riez, Saint-Gilles-Croix-de-Vie, Les Sables-d'Olonne et La Tranche-sur-Mer (du nord au sud).

#### Casino

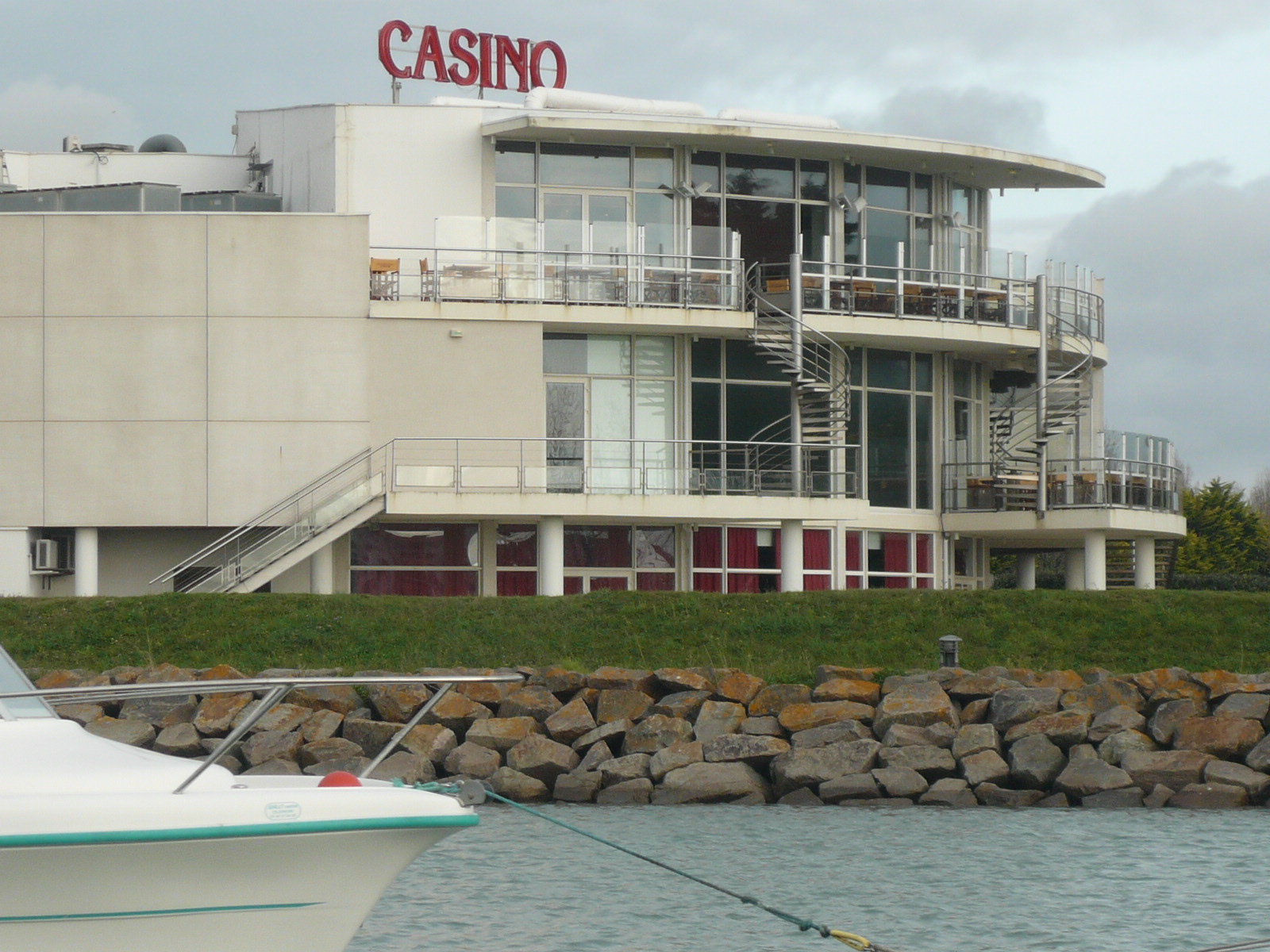
Le casino en octobre 2008.

Au lendemain de la Seconde Guerre mondiale, Saint-Gilles-sur-Vie et Croix-de-Vie comptent chacun un casino : respectivement l'établissement « La Pierrette » près de la « grande plage » et le casino « Cosson » près de la « plage de Boisvinet ».
Ouvert en 1997, le casino « Le Royal Concorde » est situé sur le quai Garcie-Ferrande, le long de la Vie côté Saint-Gilles. Outre les différents jeux d'argent proposés, un bar, un restaurant et une salle de spectacle de 320 places (180 pour un repas) complètent cet équipement ouvert toute l'année,. En août 2007, au plus fort de l'année, il enregistre une moyenne de 1 800 entrées quotidiennes.
Le département de la Vendée compte au total cinq casinos, tous situés dans des communes côtières : un à Saint-Gilles-Croix-de-Vie, à La Faute-sur-Mer et à Saint-Jean-de-Monts et deux aux Sables-d'Olonne. En 2007, outre les taxes et impôts habituels, ces cinq établissements reversent au titre de leurs activités liées aux jeux un total de 25 millions d'euros à l’État et aux quatre communes. En 2005, la Chambre régionale des comptes des Pays de la Loire souligne que la commune de Saint-Gilles-Croix-de-Vie pratique un taux de prélèvement sur le produit brut des jeux bien inférieur à la moyenne nationale (7 % jusqu'à 3,66 millions d'euros contre 12 %), ce qui représente un manque à gagner de près de 300 000 euros sur l’exercice allant de novembre 2001 à octobre 2002, soit 60 % des recettes effectivement perçues.

#### Saint-Gilles-Croix-de-Vie dans la culture
L'action de l'opéra Wanda (1934) du compositeur Émile Goué (1904 - 1946) se situe à Croix-de-Vie.[réf. souhaitée]
L'action du volume 1 de la bande dessinée d'Étienne Davodeau Lulu femme nue, sorti en 2008, se déroule à Saint-Gilles-Croix-de-Vie.
La plage de Boisvinet, côté Croix-de-Vie, sert de lieu d'intrigue au roman de Jean-Luc Manet intitulé Terminus Plage de Boisvinet sorti en 2005.

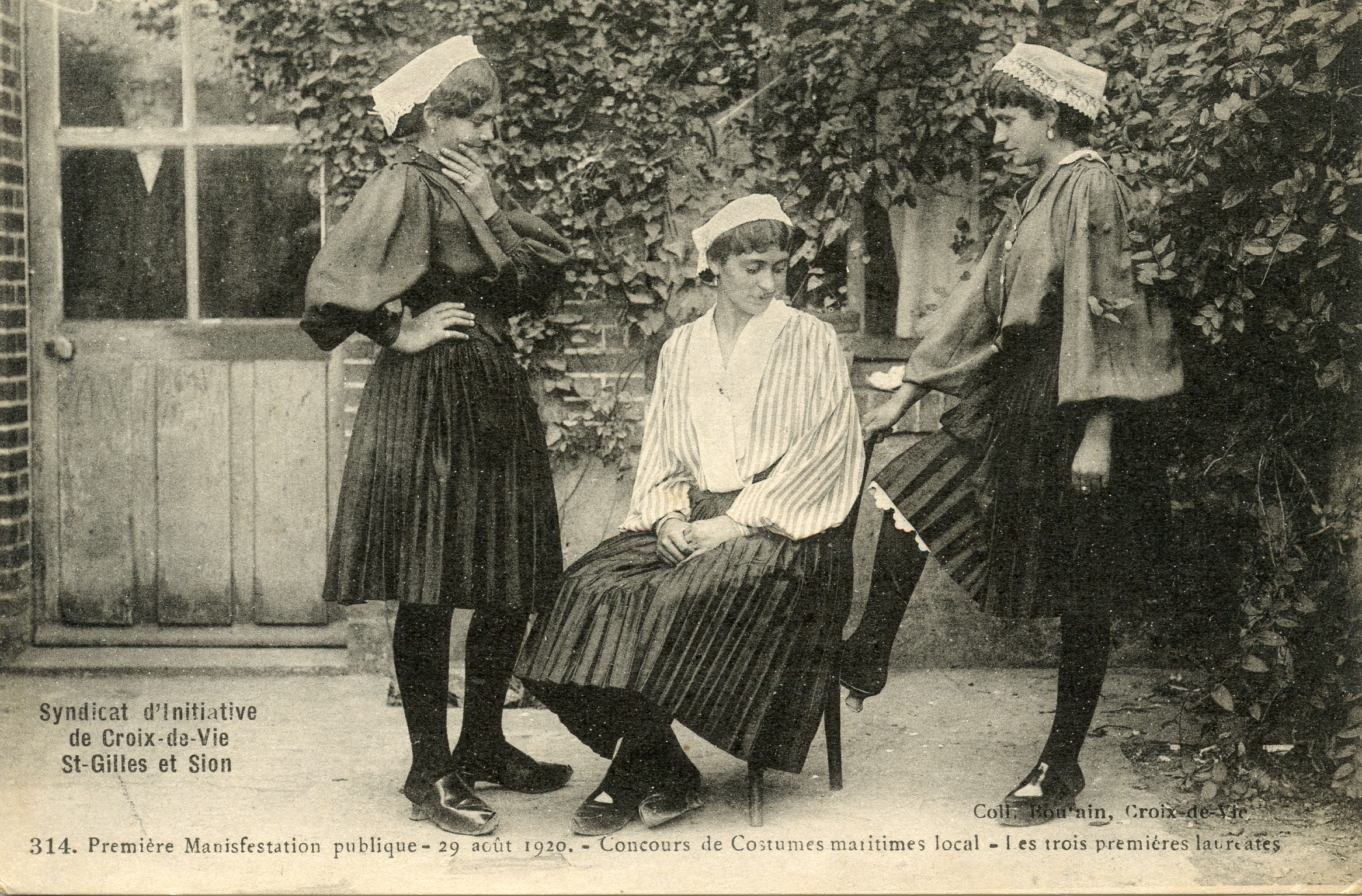
Costume des Croixdeviottes, 1920.

Entre autres légendes locales, Jean-Loïc Le Quellec de la Société de mythologie française cite les fantasmes entourant l’éventuel trésor du cartographe Pierre Garcie-Ferrande : il « serait enfoui dans sa propriété de Saint-Gilles, mais personne ne se souvient de quelle maison il s’agit exactement ». Une légende du XIXe siècle se déroule à Croix-de-Vie : elle évoque le « fredet », une cheminée creusée par l'océan dans les rochers et par laquelle le ressac (le retour violent des vagues vers le large) jaillit tel un geyser.
Une légende du XIXe siècle se déroule à Croix-de-Vie : « Les amoureux tragiques de la corniche vendéenne » est tirée d'un fait divers des années 1830. Hanz, le fils du capitaine d'un bateau norvégien en escale dans la cité et la fée Églantine, surnommée la « Frédette », tombent amoureux. Réembarqué de force, Hanz s'échappe en mer et revient sur la terre ferme pour récupérer la Frédette. Mais sur le trajet du retour, leur barque se brise à l'entrée de la grotte du Jet d'Eau. « Hanz repêche Églantine et la dépose sur la falaise, puis repart à la nage pour rejoindre son père, raconte Jean-Loïc Le Quellec de la Société de mythologie française. Églantine le suit. Mais Hanz succombe dans les flots déchaînés et, cette fois, c'est Églantine qui rapporte son corps à la Pointe du Jet d'Eau, où on l'inhume en terre païenne ».
Au début du XXe siècle, Ferdinand Duviard, professeur de littérature et espérantophone actif, écrit un livre Cotillons barrés, retraçant de façon romanesque, la vie des jeunes filles de Croix-de-Vie, portant le cotillon barrée, sorte de jupe rayée, portée courte (au-dessus du genou) avec des sabots de type sablais et une blouse tout aussi d'inspiration sablaise, élégante, aux larges manches.

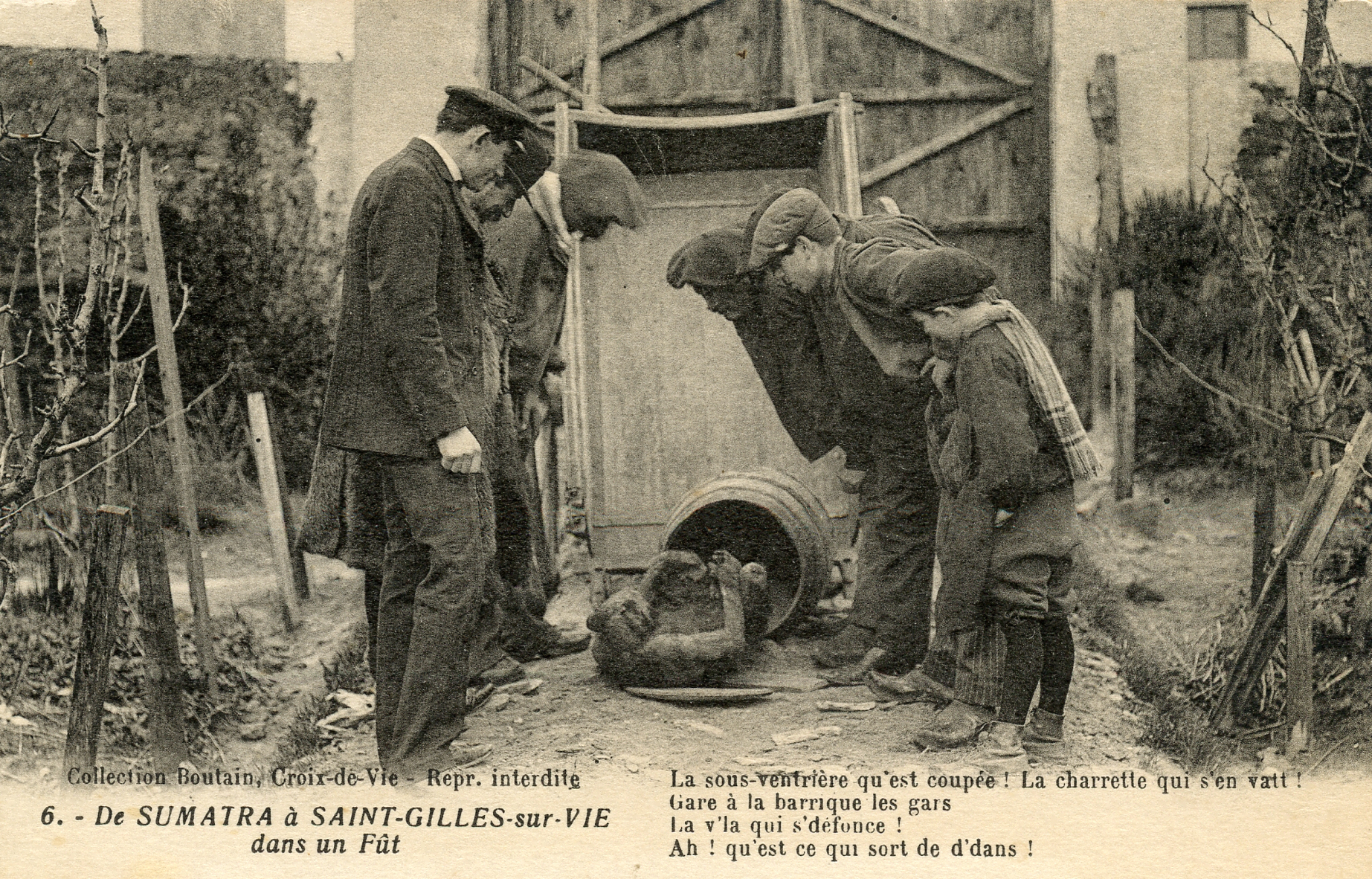
L'histoire des « Buveurs d'eau-de-vie-de-singe » en huit cartes postales réalisées et éditées par madame Boutain.

Reprise dans des cartes postales, notamment par la maison Boutain, le conte des « Buveurs d'eau-de-vie-de-singe » est parfois présenté comme se déroulant à Saint-Gilles-Croix-de-Vie. La découverte d'un singe caché dans un tonneau d'eau-de-vie se serait en réalité produite à Bretignolles-sur-Mer. L'histoire « est présentée comme tout aussi « réelle » à Saint-Gilles-Croix-de-Vie qu'à Brétignolles, Longeville ou La Tranche-sur-Mer mais encore en Bretagne, Charente-Maritime, Normandie, etc. Bref : c'est un conte qui se disait déjà dans l'Égypte du XIIIe siècle et qui doit son succès vendéen à sa contribution aux stratégies identitaires locales », explique Jean-Loïc Le Quellec de la Société de mythologie française.
Une légende, dite « La part de la Vierge », se déroule en partie à la chapelle de Croix-de-Vie. Louis, un orphelin, y prie devant la statue de la Vierge Marie portant l'enfant Jésus. Le lendemain puis les jours suivants, il trouve un morceau de pain au pied de la statue, cette nourriture providentielle étant en fait déposée par une paroissienne ayant entendu l'enfant. À l'âge adulte, Louis devient marin et prélève une partie de ses revenus de pêche pour les reverser à la Vierge en remerciement de son secours. D'autres pêcheurs suivent cette tradition, qui permet en 1900 de récolter 300 francs pour acheter une sorte de tabernacle pour contenir les hosties consacrées.

### Personnalités liées à la commune
- Henry Abélanet (1853-1932), médecin inventeur de la thalassothérapie à la Villa Notre Dame.
- Charles Atamian (1872-1947), artiste peintre né à Constantinople. Il est nommé en 1992 citoyen d'honneur de la ville.[réf. souhaitée] Une avenue y porte son nom depuis 1993. Une plaque commémorative mentionne, sur le mur de la villa Mariette[201] où il séjourne de 1923 à 1939.
- Edmond-Mathurin Baudouin, entrepreneur de travaux publics. Il fonde le premier établissement de bains à l'eau de mer dans la deuxième moitié du XIXe siècle[171].
- Marcel Baudouin (1860-1941), fils du précédent, médecin, journaliste et historien. Il publie plusieurs articles sur la pétrographie de Saint-Gilles-sur-Vie[202],[203]. Une salle d'exposition municipale, l'ancienne mairie de Croix-de-Vie construite en 1865, porte son nom sur la place de la gare[204].
- Benjamin Bénéteau. En 1884, il fonde dans la commune les chantiers Bénéteau, spécialisé dans la construction de bateaux[150].
- Annette Roux née Bénéteau, petite-fille du précédent. Elle développe les chantiers qui deviennent le groupe Bénéteau[205].
- Marie de Beaucaire (1535-1613), baronne de Rié[206], princesse de Martigues et duchesse de Penthièvre. Épouse de Sébastien de Luxembourg, elle fait construire au XVIIe siècle une chapelle à Croix-de-Vie. Une salle municipale ainsi qu'une promenade portent son nom le long du port côté Saint-Gilles[58],[207].
- Claire Bretecher (1940-2020), auteur de bande dessinée, a passé toutes ses vacances d'enfance à Saint Gilles-Croix-de-Vie[208].
- Pierre Desproges (1939-1988), humoriste. Il séjourne dans la commune[209].
- Pierre Garcie-Ferrande (1430-1520), mort dans la commune, marin et cartographe. Il est considéré comme le premier hydrographe français[210]. Un buste en son hommage est réalisé en 1992 : initialement installé au pont de la Concorde, il est ensuite déplacé à la promenade aménagée côté Saint-Gilles entre ce même pont et le casino[211].
- Charles-François de La Rochefoucauld-Bayers (1753-1825), curé de Saint-Gilles avant la Révolution française
- Serge Papin, président du groupement de commerçants indépendants Système U à partir de 2005. Il est né et a vécu sa petite enfance dans la commune en 1955[212].
- Narcisse Pelletier (1844-1894), marin né dans la commune. Dans la deuxième partie du XIXe siècle, ce jeune giras accomplit un extraordinaire périple rapporté dans la presse de l'époque puis par les historiens locaux[213]. Narcisse Pelletier embarque en 1856 aux Sables-d'Olonne avant de rejoindre Bordeaux puis Marseille où il devient mousse à bord d'un trois-mats, le Saint-Paul, en juillet 1857. Après le naufrage du Saint-Paul, un an plus tard près de l'île Rossel, le marin est abandonné par ses compagnons d'infortune, à l'été 1858 au nord-est de l'Australie. Au cap Flattery, il est recueilli dans une tribu aborigène, où, rebaptisé « Amglo », il vit pendant dix-sept ans ! En 1875, il est récupéré par un navire anglais, le John Bell, puis remis au consul de France. Après avoir envoyé trois lettres à ses parents qui le considéraient comme mort, tout en continuant à relancer les agents diplomatiques, celui que la presse australienne surnommera « le sauvage blanc » revient en janvier 1876 à Saint-Gilles-sur-Vie où il sera reçu par l'évêque de Luçon et ovationné par la population. Il s'éteignit à l'âge de cinquante ans retiré dans le phare de l'Aiguillon, en baie de Saint-Nazaire[214].
- Adeline Boutain (1862-1946), photographe et éditrice de cartes postales. Ses photographies diffusées par le média des cartes postales, témoignent de l'histoire de Saint-Gilles-Croix-de-Vie et de sa région de la fin du XIXe siècle au début du XXe siècle. Elle tient le Grand bazar de la Tentation, une boutique d'articles de plage et de pêche que ses petits-fils, Yves et Marcel Boutain, céramistes, transforment, en 1936, en faïencerie[215]. Une rue de la commune lui est dédiée.
- Henry Simon (1910-1987), artiste peintre, céramiste et décorateur. Né dans la commune voisine de Saint-Hilaire-de-Riez, il établit son atelier à Saint-Gilles-Croix-de-Vie. Dans la commune, ses œuvres sont notamment exposées dans les églises Sainte-Croix et Saint-Gilles ainsi que dans la piscine de la Soudinière[216].
- Marina Tsvetaïeva (1892-1941) séjourne à Saint-Gilles-sur-Vie (devenu Saint Gilles-Croix-de-Vie) d'avril à septembre 1926, en louant une petite maison “Ker-Édouard”, avenue de la Plage[217]. En juin 2012, une statue de bronze de la poétesse, due au sculpteur russe d'origine géorgienne Zourab Tsereteli, est inaugurée quai Garcie-Ferrande[218], en présence de l'ambassadeur de Russie[219]. Il existe aussi une allée Marina-Tsvetaïeva.
- Bernard Virat (1921-2003), vétérinaire, biologiste, sous-directeur de l'Institut Pasteur, est mort à Saint-Gilles-Croix-de-Vie où il s'était retiré.

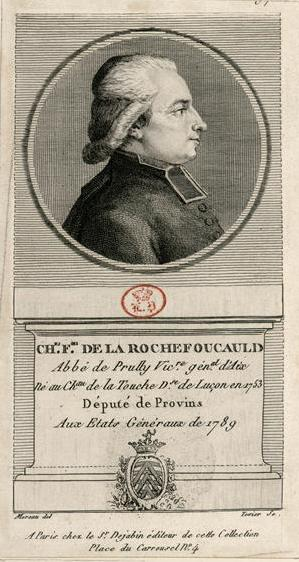
Charles-François de La Rochefoucauld-Bayers.
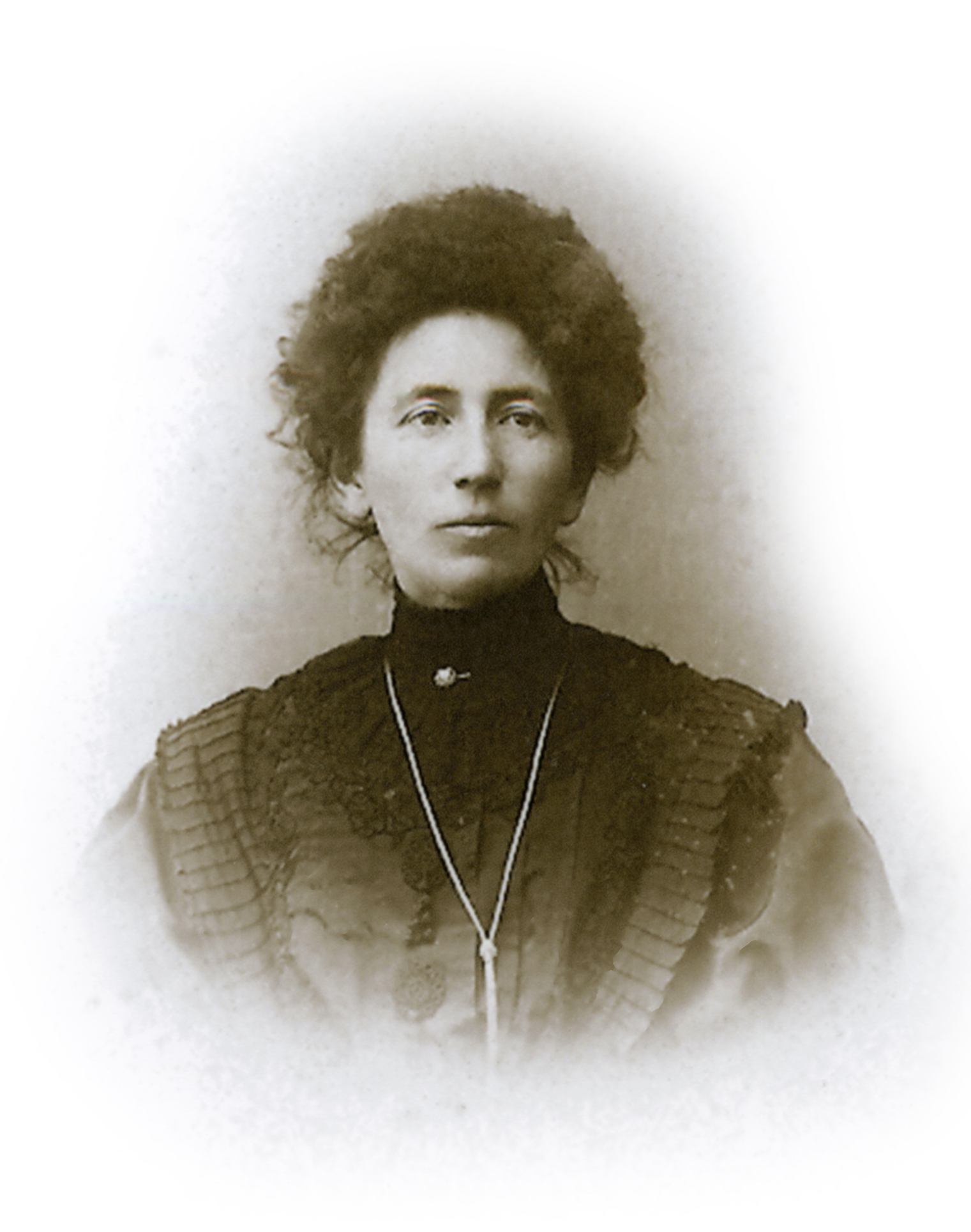
Adeline Boutain.
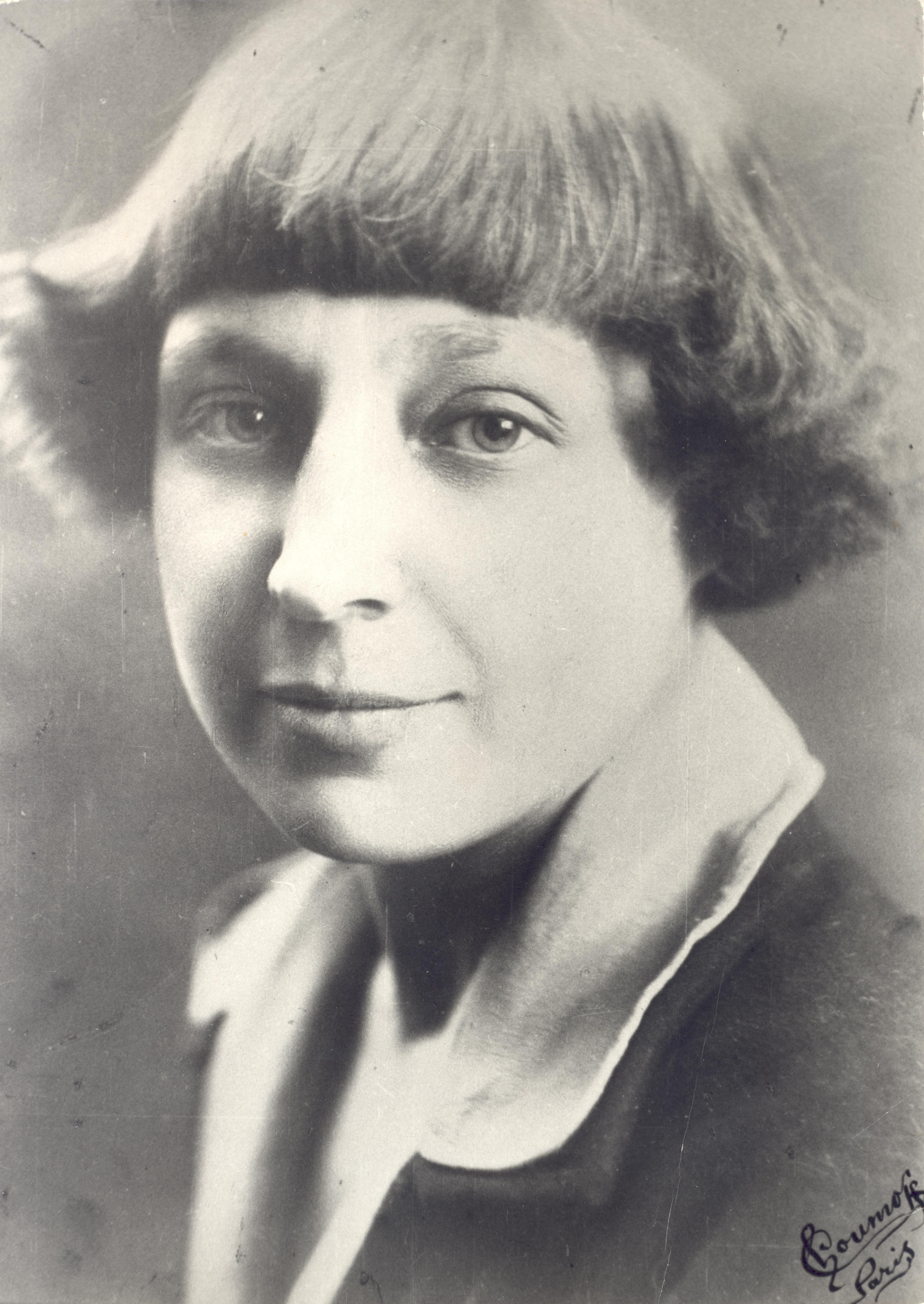
Marina Tsvetaïeva.
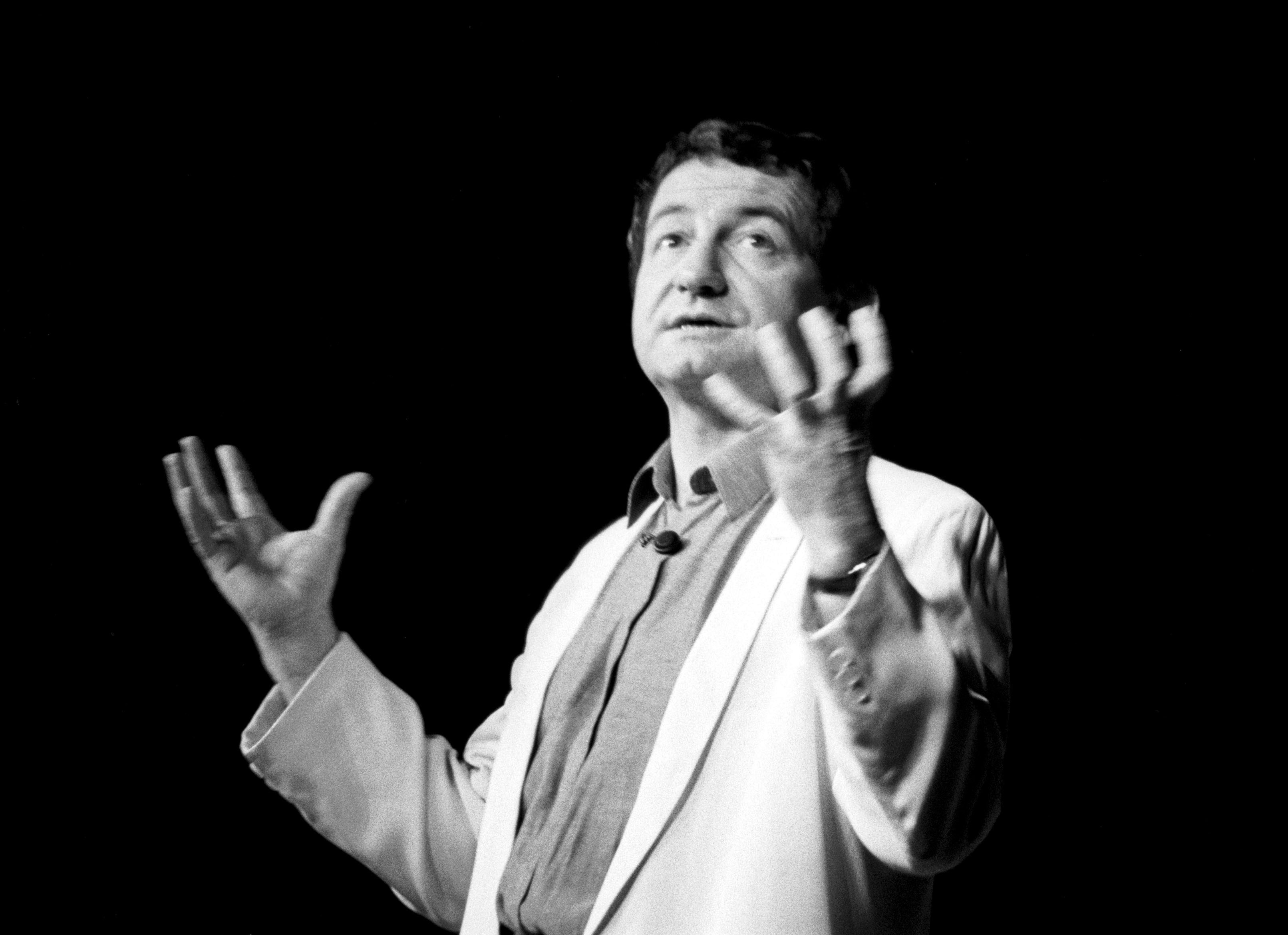
Pierre Desproges en scène en 1985.
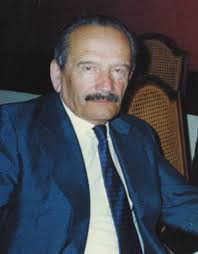
Bernard Virat.

### Héraldique, logotype et slogan
| Blason | Blasonnement : Parti : au premier, d'azur à l'ancre d'or ; au second, de gueules semé de fleurs de lys d'or. |

- années 1990 : « La Vie douze mois sur douze »
- depuis les années 2000 : « La Vie à la mer »